# Coupe Stanley
Vous lisez un « bon article » labellisé en 2015.
Pour le récipient isotherme, voir Stanley Cup.
La coupe Stanley (en anglais : Stanley Cup), d'abord appelée Dominion Hockey Challenge Cup, est en Amérique du Nord un trophée de hockey sur glace décerné chaque année depuis 1927 par la Ligue nationale de hockey à l'équipe championne des séries éliminatoires.
Offerte par Frederick Stanley, la coupe Stanley est remise pour la première fois en 1893 par les trustees, deux hommes désignés par Stanley pour gérer les conflits et protéger au mieux les intérêts du trophée. Entre 1893 et 1914, la Coupe peut être gagnée de deux manières : soit en remportant un défi contre l'équipe championne en titre soit en finissant en tête de la ligue dans laquelle évolue cette équipe.
En 1915, un accord est trouvé entre les dirigeants des plus grandes ligues d'Amérique du Nord de l'époque, l'Association nationale de hockey (ANH) et l'Association de hockey de la Côte du Pacifique (PCHA) : la coupe Stanley récompense le vainqueur d'une série finale entre la meilleure équipe de chaque ligue. Deux ans plus tard, l'ANH est remplacée par la Ligue nationale de hockey (LNH). La finale 1919 est annulée en raison de la pandémie grippale de 1918 et pour la première fois depuis 1893, la coupe Stanley n'est pas remise. En 1921, la Western Canada Hockey League (WCHL) voit le jour et est autorisée à jouer contre la meilleure équipe de la PCHA pour déterminer quelle équipe rencontrera les représentants de la LNH. La PCHA ne survit pas longtemps à cette concurrence et arrête ses activités en 1924. La WCHL connaît le même sort deux ans plus tard, laissant la LNH seule à jouer pour la coupe Stanley.
Entre 1942 et 1967, seulement six équipes jouent dans la LNH et se partagent la coupe Stanley. Au cours de cette période de 25 ans, les Canadiens de Montréal remportent 10 titres dont 5 consécutifs entre 1956 et 1960 ; les Maple Leafs de Toronto sont juste derrière avec 9 conquêtes. En 1967, la LNH doit faire face à la concurrence et double son nombre d'équipes. Petit à petit, la LNH augmente son nombre d'équipe pour passer de 12 à 32. Depuis 1893, les Canadiens sont l'équipe la plus titrée avec 24 victoires à leur actif, Henri Richard étant le joueur détenant le plus grand nombre de coupes, 11, alors que Scott Bowman avec 9 conquêtes est l'entraîneur le plus récompensé. En 1965, la LNH met en place le trophée Conn-Smythe afin de récompenser le meilleur joueur des séries de la Coupe Stanley, joueur toujours membre d'une des deux équipes finalistes.

## Histoire

### Les origines

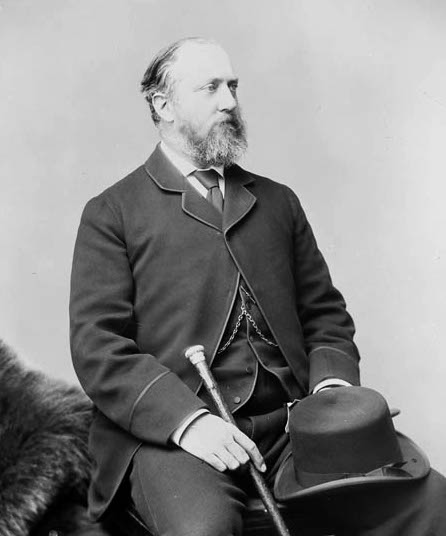
Frederick Stanley en 1889.

Le 11 juin 1888, Frederick Stanley, Lord Stanley de Preston, est nommé gouverneur général du Canada par la reine Victoria. C'est un sportif qui aime la chasse, les chevaux de course et la pêche. La famille Stanley, qui assiste pour la première fois à un match de hockey au cours du Carnaval d'hiver de Montréal de 1889, est conquise. Lord Stanley fait alors construire une patinoire près de sa résidence, Rideau Hall, à Ottawa. En 1892, les fils du gouverneur parviennent à convaincre leur père d'acheter une coupe en argent pour 10 guinées pour la meilleure équipe du Canada. L'équipe qui remporte le trophée ne peut pas le conserver et doit le remettre en jeu régulièrement. La coupe est nommée initialement Dominion Hockey Challenge Cup avant d'être renommée ensuite coupe Stanley.
Frederick Stanley décide que la coupe revient à la meilleure équipe amateur du Canada qui aurait remporté un match de défi d'une autre équipe. Il met en place cinq premières règles : 
1. Les vainqueurs doivent remettre la Coupe en bon état sur demande des trustees qui devraient la remettre à une autre équipe méritant le trophée ;
2. Chaque équipe championne doit, à ses frais, graver le nom du club ainsi que l'année de la victoire sur la Coupe ;
3. La Coupe doit rester un trophée de challenge et ne peut pas devenir la propriété d'une équipe, même si cette dernière la remporte plusieurs fois ;
4. En cas de dispute sur l'attribution de la Coupe, la décision finale revient aux trustees et elle sera absolue ;
5. Si un des trustees démissionne ou ne peut plus assurer ses fonctions, le trustee restant doit nommer un remplaçant[3],[6].

Stanley nomme deux personnes de confiance, des trustees ou administrateurs, pour sa Coupe : le shérif John Sweetland et Philip Dansken Ross. Sweetland et Ross remettent pour la première fois le trophée en 1893 à l'Association des athlètes amateurs de Montréal (AAA de Montréal) pour leur section de hockey sur glace, de l'Association de hockey amateur du Canada (AHAC). Stanley, anticipant l'existence d'autres ligues, demande à ses trustees de prévoir des règles supplémentaires afin de permettre à toute équipe du Canada d'avoir sa chance.
1. La Coupe revient au vainqueur de la saison de l'AHAC sans qu'un match particulier ne soit joué ;
2. Les défis en dehors de l'AHAC peuvent être lancés par n'importe quelle équipe senior ayant remporté son championnat, les défis étant joués par ordre des demandes reçues ;
3. À partir du moment où les trustees approuvent un défi, les deux équipes doivent s'entendre entre elles sur les modalités des rencontres (dates, patinoires, sélection des arbitres, répartition financière, …) ;
4. Si les deux équipes ne parviennent pas à se mettre d'accord, les trustees suivent les principes suivants :
  1. La Coupe se joue sur un match ou sur deux victoires en trois rencontres. Ils peuvent aussi décider de faire jouer deux rencontres et de compter le nombre de buts pour déterminer le vainqueur ;
  2. Les matchs ont lieu dans la ville championne en titre, à des dates choisies par les trustees ;
  3. Le produit de la vente de billets est partagé également entre les deux équipes ;
  4. Si aucun arbitre ne convient aux deux clubs, les trustees en nomment un de leur choix et les dépenses liées sont couvertes à égalité par les deux équipes ;
  5. Si les deux équipes ne se mettent pas d'accord sur les autres officiels, l'arbitre a toute latitude pour s'entourer de personnes de son choix ;
  6. Une ligue ne peut concourir pour la Coupe deux fois au cours d'une même saison[6].

### Les années défis (1893-1914)

#### Les premières années dominées par les équipes de Montréal (1893-1903)
| Dates                                | Champion                     | Finaliste                                                                                     | Résultat                                                                                      |
| ------------------------------------ | ---------------------------- | --------------------------------------------------------------------------------------------- | --------------------------------------------------------------------------------------------- |
| 17 mars 1893                         | AAA de Montréal (AHAC)       | Champions de la saison                                                                        | Champions de la saison                                                                        |
| 22 mars 1894                         | AAA de Montréal (AHAC)       | Club de hockey d'Ottawa (AHA)                                                                 | 3 buts à 1                                                                                    |
| 8 mars 1895                          | Victorias de Montréal (AHAC) | Champions de la saison régulière Champions grâce à la victoire des AAA sur Queen's 5 buts à 1 | Champions de la saison régulière Champions grâce à la victoire des AAA sur Queen's 5 buts à 1 |
| 14 février 1896                      | Victorias de Winnipeg (MHA)  | Victorias de Montréal (AHAC)                                                                  | 2 buts à 0                                                                                    |
| 30 décembre 1896                     | Victorias de Montréal (AHAC) | Victorias de Winnipeg (MHA)                                                                   | 6 buts à 5                                                                                    |
| 6 mars 1897                          | Victorias de Montréal (AHAC) | Champions de la saison                                                                        | Champions de la saison                                                                        |
| 27 décembre 1897                     | Victorias de Montréal (AHAC) | Capitals d'Ottawa (CAAA)                                                                      | 15 buts à 2                                                                                   |
| 5 mars 1898                          | Victorias de Montréal (AHAC) | Champions de la saison                                                                        | Champions de la saison                                                                        |
| 15 et 18 février 1899                | Victorias de Montréal (LCHA) | Victorias de Winnipeg (MHL)                                                                   | 5 buts à 3 sur deux rencontres                                                                |
| 4 mars 1899                          | Shamrocks de Montréal (LCHA) | Champions de la saison                                                                        | Champions de la saison                                                                        |
| 14 mars 1899                         | Shamrocks de Montréal (LCHA) | Université de Queen's                                                                         | 6 buts à 2                                                                                    |
| 12, 14 et 16 février 1900            | Shamrocks de Montréal (LCHA) | Victorias de Winnipeg (MHL)                                                                   | 2 matchs à 1                                                                                  |
| 5 et 7 mars 1900                     | Shamrocks de Montréal (LCHA) | Crescents de Halifax (MPHL)                                                                   | 2 matchs à 0                                                                                  |
| 10 mars 1900                         | Shamrocks de Montréal (LCHA) | Champions de la saison                                                                        | Champions de la saison                                                                        |
| 29-31 janvier 1901                   | Victorias de Winnipeg (MHL)  | Shamrocks de Montréal (LCHA)                                                                  | 2 matchs à 0                                                                                  |
| 21-23 janvier 1902                   | Victorias de Winnipeg (MHL)  | Wellingtons de Toronto (AHO)                                                                  | 2 matchs à 0                                                                                  |
| Mars 1902                            | Victorias de Winnipeg (MHL)  | Champions de la saison                                                                        | Champions de la saison                                                                        |
| 13, 15 et 17 mars 1902               | AAA de Montréal (LCHA)       | Victorias de Winnipeg (MHL)                                                                   | 2 matchs à 1                                                                                  |
| 29 et 31 janvier 2 et 4 février 1903 | AAA de Montréal (LCHA)       | Victorias de Winnipeg (MHL)                                                                   | 2 matchs à 1                                                                                  |

À l'époque, aucune ligue n'a de champion désigné par des séries éliminatoires et l'équipe finissant en tête d'un championnat est sacrée championne. Cependant, en 1894, quatre des cinq équipes de l'AHAC finissent en tête du classement avec une fiche de cinq victoires et trois défaites chacune : le Club de hockey de Québec, les AAA de Montréal, les Victorias de Montréal et le Club de hockey d'Ottawa. Après de nombreuses discussions sur les modalités d'un tournoi à quatre équipes, l'équipe de Québec se retire de la compétition. Il est donc décidé de mettre en place un tournoi avec trois équipes, tournoi joué à Montréal et Ottawa, puisqu'elle est la seule équipe jouant à l'extérieur, reçoit un laissez-passer pour la finale. L'équipe des AAA remporte sa demi-finale du 17 mars 1894 sur le score de 3-2 contre les Victorias. Cinq jours plus tard, la première finale de la Coupe Stanley se joue entre Ottawa et les AAA de Montréal, ces derniers s'imposant sur la marque de 3-1,
Le 8 mars 1895, les Victorias de Montréal finissent la saison de l'AHAC à la première place du classement et ils doivent ainsi remporter la coupe Stanley. Cependant, les trustees ont déjà autorisé un défi lancé aux joueurs de l'AAA par le club de l'université Queen's, défi prévu le 9 mars. Ils décident alors que si l'AAA gagne son match, la coupe Stanley peut être remise aux Victorias en tant que champions de l'AHAC ; dans le cas contraire, le trophée devient la récompense de l'Association de hockey de l'Ontario dans laquelle évolue l'université. Le match, qui se solde par une victoire des AAA sur le score de 5-1, consacre alors les Victorias de Montréal. Le premier défi lancé avec succès est le fait des Victorias de Winnipeg, champions de la Manitoba Hockey League : le 14 février 1896, les Victorias de Montréal sont opposés à ceux de Winnipeg et ce sont ces derniers qui s'imposent sur le score de 2-0 avec un blanchissage de leur gardien George Merritt ; Dan Bain inscrit le premier but et C.J. « Tote » Campbell le second. Les Victorias deviennent la première équipe extérieure au Québec à remporter le trophée et font un retour triomphal à Winnipeg en étant accueillis à la gare du Canadien Pacifique par une foule de partisans.
En décembre 1897, alors que les Victorias de Montréal ont une nouvelle fois remporté la coupe Stanley à la fin de la saison de l'AHAC, ils doivent jouer un défi contre l'équipe des Capitals d'Ottawa de la Capital Amateur Athletic Association. Les trustees prévoient initialement une série au meilleur des trois matchs mais après une victoire 15-2 des Victorias lors de la première rencontre, les matchs suivants sont annulés. Les Victorias de Montréal sont encore une fois sacrés champions en 1898 au terme de la dernière saison de l'Association de hockey amateur du Canada. En février 1899, ils jouent un défi contre leurs homologues de Winnipeg qu'ils remportent 5-3 après l'abandon de leurs adversaires au cours de la deuxième rencontre en raison d'une décision controversée de l'arbitre. La saison 1899 voit le sacre d'une autre équipe de Montréal, les Shamrocks qui se classent premiers devant les Victorias avec une victoire de plus. Dix jours plus tard, les Shamrocks défendent leur nouveau trophée en battant l'université Queen's sur le score de 6-2. Au cours de la saison 1900, l'équipe des Shamrocks doit faire face à plusieurs défis. Tout d'abord, en février 1900, les Shamrocks sont opposés aux Victorias de Winnipeg de la MHL pour un nouveau défi joué au meilleur des trois matchs et les trois rencontres sont jouées en cinq jours. Malgré une victoire 4-3 de Winnipeg lors de la première rencontre, les Victorias s'inclinent face aux Shamrocks 3-2 puis 5-4, le but de la victoire étant inscrit pour les Shamrocks par Harry Trihey,. Le second défi de la saison est joué quelques jours avant la fin de la saison de la CAHL contre les Crescents de Halifax de la Maritime Professional Hockey League et les champions en titre conservent la Coupe avec deux victoires à zéro et un score cumulé de 21 à 2,. Quelques jours plus tard, la saison régulière de la CAHL est terminée, et les Shamrocks finissent en tête avec sept victoires et une défaite.
Pour la troisième fois de leur histoire, les Victorias de Winnipeg lancent un défi aux champions de la coupe Stanley en janvier 1901. Dan Bain, le meilleur joueur des Victorias, joue les deux rencontres avec un masque en bois en raison d'un nez cassé, ce qui lui vaut le surnom de « the masked man », « l'homme masqué ». Les joueurs de Winnipeg remportent le premier match 4-3 avec un but de Bain, le but vainqueur étant inscrit par Burke Wood ; à la fin du temps réglementaire du deuxième match, les deux équipes sont à égalité 1-1, les buts étant marqués par Trihey pour Montréal et Bain pour Winnipeg. Finalement, « l'homme masqué » offre la coupe Stanley au Manitoba en inscrivant le but de la victoire au bout de quatre minutes de prolongation.
Champions en titre, les joueurs de Winnipeg ne sont pas défiés par le nouveau champion de la CAHL, le club de hockey d'Ottawa en mars mais par les Wellingtons de Toronto de l'AHO en janvier 1902. Avec deux victoires 5-3, les Victorias conservent la coupe Stanley jusqu'à la fin de la saison 1902. L'Association des athlètes amateurs de Montréal gagne le titre de champion de la ligue canadienne de hockey amateur en mars 1902, jette un défi aux Victorias et remporte la Coupe avec deux victoires 5-0 et 2-1 contre une défaite 1-0. Les deux équipes se retrouvent en janvier 1903, les Victorias remportant une nouvelle fois la MHL. Le premier match tourne à l'avantage des joueurs de Montréal surnommés les Little Men of Iron sur le score de 8-1. Le deuxième match se solde par un nul 2-2 alors que les deux équipes jouent en prolongation. Le match doit en effet être arrêté en raison du chabbat. Le troisième match se soldant sur le score de 4-2 pour les Victorias, il est nécessaire de jouer un quatrième match pour déterminer le vainqueur. Cette dernière rencontre est donc jouée le 4 février 1903 et Montréal en sort vainqueur 4-1.

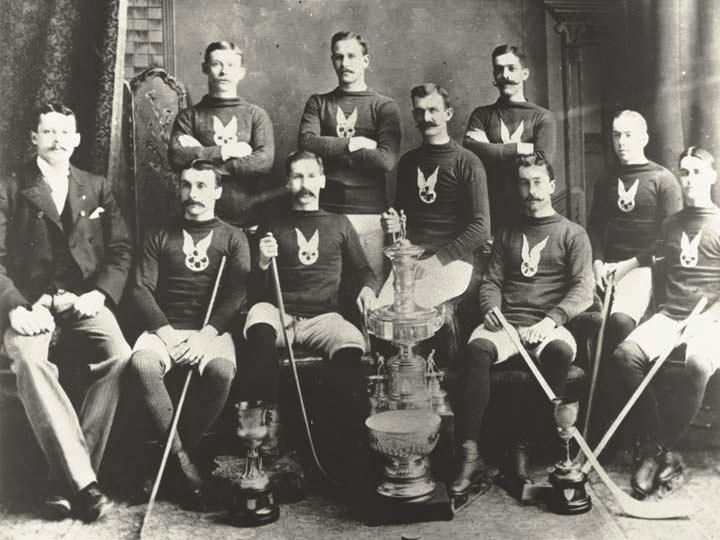
L'Association athlétique amateur de Montréal, premiers champions de la coupe Stanley en 1893.
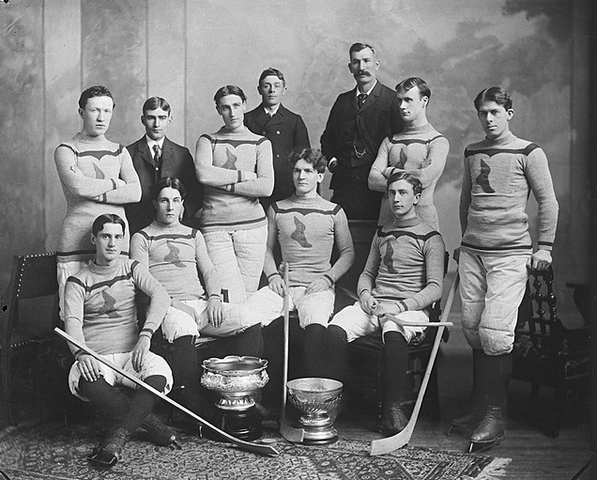
Les Shamrocks de Montréal, champions 1899 de la coupe Stanley.
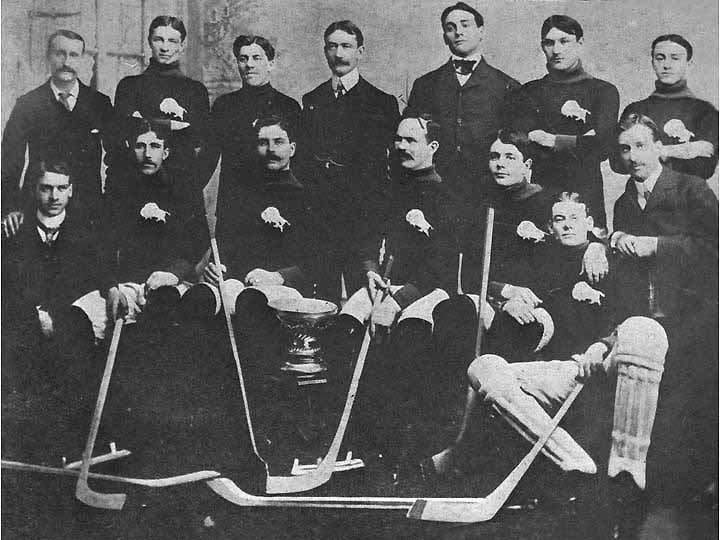
Les Victorias de Winnipeg, champions 1901 de la coupe Stanley.

#### Les succès desSilvers Sevensd'Ottawa (1903-1906)
| Dates                                  | Champion                       | Finaliste                         | Résultat                                          |
| -------------------------------------- | ------------------------------ | --------------------------------- | ------------------------------------------------- |
| 10 mars 1903                           | Club de hockey d'Ottawa (LCHA) | Victorias de Montréal (LCHA)      | 9 buts à 1 sur deux matchs en finale de la saison |
| 12 et 14 mars 1903                     | Club de hockey d'Ottawa (LCHA) | Thistles de Rat Portage (MNWHA)   | 2 matchs à 0                                      |
| 30 décembre 1903 1er et 4 janvier 1904 | Silver Seven d'Ottawa (LCHA)   | Winnipeg Rowing Club (MHA)        | 2 matchs à 1                                      |
| 23 et 25 février 1904                  | Silver Seven d'Ottawa (LCHA)   | Marlboros de Toronto (AHO)        | 2 matchs à 0                                      |
| 2 mars 1904                            | Silver Seven d'Ottawa (LCHA)   | Wanderers de Montréal (LFAH)      | Montréal est disqualifié par les administrateurs  |
| 9 et 11 mars 1904                      | Silver Seven d'Ottawa (LCHA)   | Club de hockey de Brandon (MNWHA) | 2 matchs à 0                                      |
| 13 et 16 janvier 1905                  | Silver Seven d'Ottawa (LFAH)   | Nuggets de Dawson City            | 2 matchs à 0                                      |
| 3 mars 1905                            | Silver Seven d'Ottawa (LFAH)   | Champions de la saison            | Champions de la saison                            |
| 7, 9 et 11 mars 1905                   | Silver Seven d'Ottawa (LFAH)   | Thistles de Rat Portage           | 2 matchs à 1                                      |
| 27 et 28 février 1906                  | Silver Seven d'Ottawa (ECAHA)  | Université Queen's (AHO)          | 2 matchs à 0                                      |
| 6 et 8 mars 1906                       | Silver Seven d'Ottawa (ECAHA)  | Smiths Falls (LFAH)               | 2 matchs à 0                                      |

Cette victoire fait revenir la coupe Stanley dans la CAHL dont la saison se finit en mars. Deux équipes sont à égalité en tête : le club de hockey d'Ottawa et les Victorias de Montréal. Pour déterminer le champion, une série de deux matchs est alors jouée dont Ottawa sort vainqueur après un match nul 1-1 puis une victoire 8-0, trois buts étant marqués par Frank McGee. Deux jours plus tard, les nouveaux champions sont défiés par les Thistles de Rat Portage de la Manitoba & Northwestern Hockey Association mais les deux matchs tournent facilement à l'avantage des joueurs de l'Ontario avec des victoires 6-2 et 4-2, deux buts étant inscrits à chaque fois par McGee. La direction du club d'Ottawa offre alors à chaque joueur de l'équipe une pépite d'argent comme récompense ; l'équipe est ensuite surnommée les Silver Seven d'Ottawa.
Ils défendent leur coupe Stanley début janvier 1904 contre le club d'aviron de Winnipeg, le Winnipeg Rowing Club. Les champions en titre conservent leur trophée même s'ils se font peur en concédant une défaite lors du deuxième match 6-2. Cette saison 1904 est une saison mouvementée pour le hockey sur glace au Canada. Tout d'abord, la Ligue fédérale de hockey amateur (LFAH) voit le jour sous l'impulsion de James Strachan, propriétaire des Wanderers de Montréal, qui se voit refuser l'accès à la CAHL. De plus, fin janvier, les équipes d'Ottawa et des Victorias arrivent en retard lors de plusieurs matchs. Les deux clubs sont sanctionnés par le président de la CAHL, Trihey, qui demande également qu'un match entre les deux équipes soit rejoué. Ottawa accepte mais uniquement en fin de saison, si le classement final de la CAHL peut dépendre de cette rencontre. Les autres équipes refusent la réponse d'Ottawa qui décide en conséquence de quitter la CAHL pour rejoindre la LFAH.
Québec finissant premier de la saison de cette ligue compte recevoir la coupe Stanley mais les trustees décident que même si l'équipe d'Ottawa a quitté la CAHL, elle est toujours en possession du trophée. Sans ligue officielle, les champions de la coupe Stanley relèvent tout de même un défi contre les Marlboros de Toronto de l'AHO avec deux victoires 6-3 et 11-2 en février 1904,. À la fin de la saison régulière, les Wanderers de Montréal sont la meilleure formation de la LFAH et un match est organisé entre Wanderers et Silver Seven le 2 mars. La partie se conclut sur le score de 5-5 après les 60 minutes de jeu. Mécontents de l'arbitrage, les joueurs des Wanderers refusent de jouer la prolongation. Les trustees imposent deux nouvelles rencontres jouées à Ottawa pour décider de la série mais Montréal refuse de participer si une des deux rencontres n'a pas lieu dans leur patinoire. Après de nombreuses discussions, la série est finalement annulée et Ottawa sacré champion de la coupe Stanley,. La saison d'Ottawa n'est pas pour autant finie puisqu'ils jouent une dernière série contre l'équipe des Wheat Cities de Brandon où évolue Lester Patrick. Avec deux victoires 6-3 et 9-3, Ottawa conserve son trophée alors qu'au cours du premier match, Patrick prend momentanément la place de son gardien de but quand Dugald Morrison reçoit une pénalité.
Les Silver Seven jouent désormais officiellement pour la Ligue fédérale amateur de hockey pour la saison 1905. Dès janvier, l'équipe doit défendre son titre contre les Nuggets de Dawson City qui traversent l'ensemble du Canada d'Ouest en Est. Le premier match est joué après environ un mois de voyage pour les Nuggets, le lendemain de leur arrivée dans la capitale canadienne. Ottawa s'impose 9-2 alors qu'à la fin du match, un attaquant de Dawson City critique Frank McGee annoncé comme un joueur vedette malgré son unique œil valide, mais n'ayant marqué qu'un seul but. Vexé, ce dernier inscrit 14 buts lors du deuxième match, une victoire 23-2 d'Ottawa dont quatre buts en 140 secondes. En mars, Ottawa remporte la saison 1905 de la LFAH avec une victoire d'avance sur les Wanderers et peut donc défendre sa coupe Stanley quelques jours plus tard contre les Thistles de Rat Portage. McGee manque le premier match de la série, une défaite d'Ottawa 9-3 mais est de retour pour les matchs suivants, deux nouvelles victoires d'Ottawa 4-2 et 5-4, et marque le dernier but du club de hockey d'Ottawa.

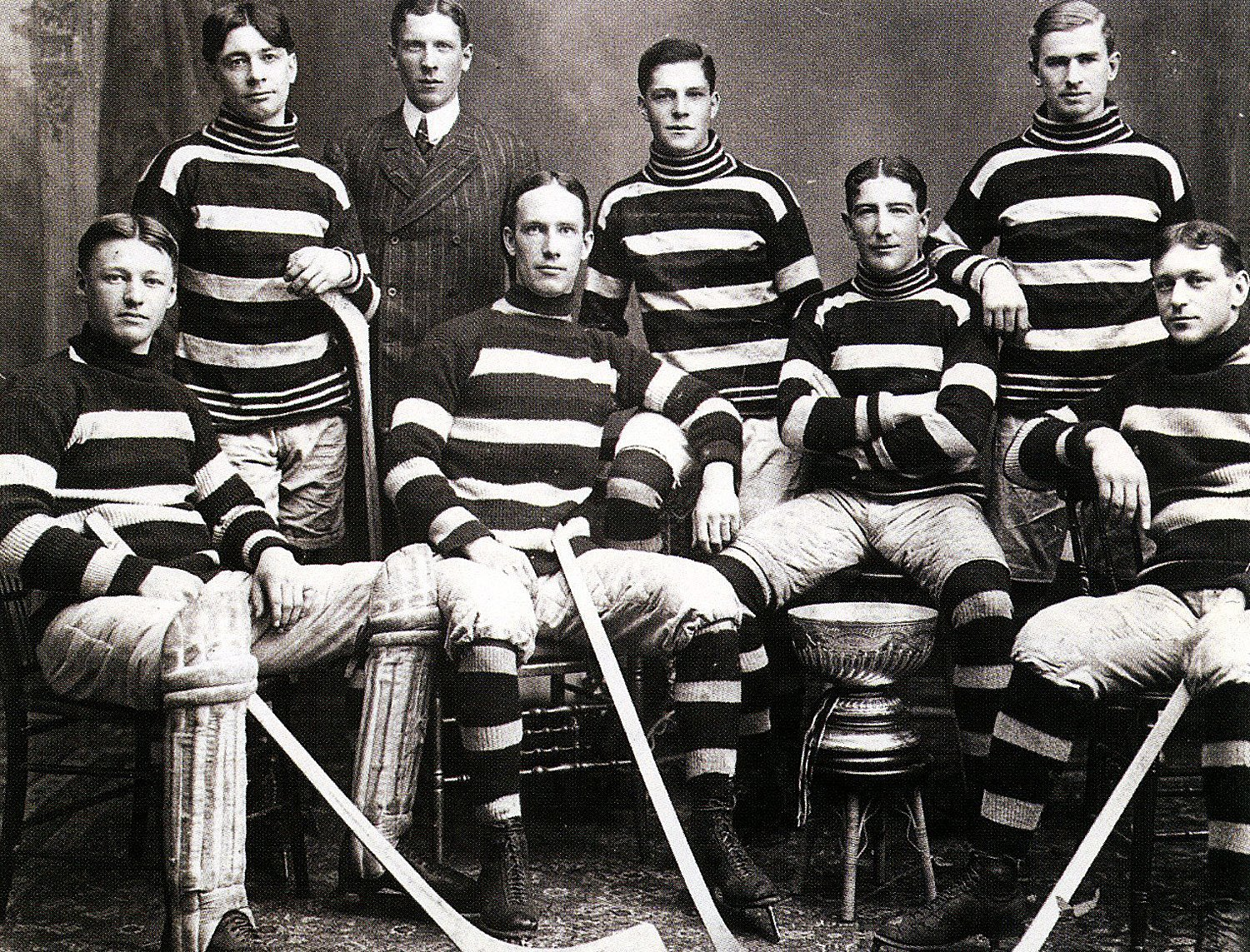
Les Silver Seven d'Ottawa en 1905 avec la coupe Stanley.
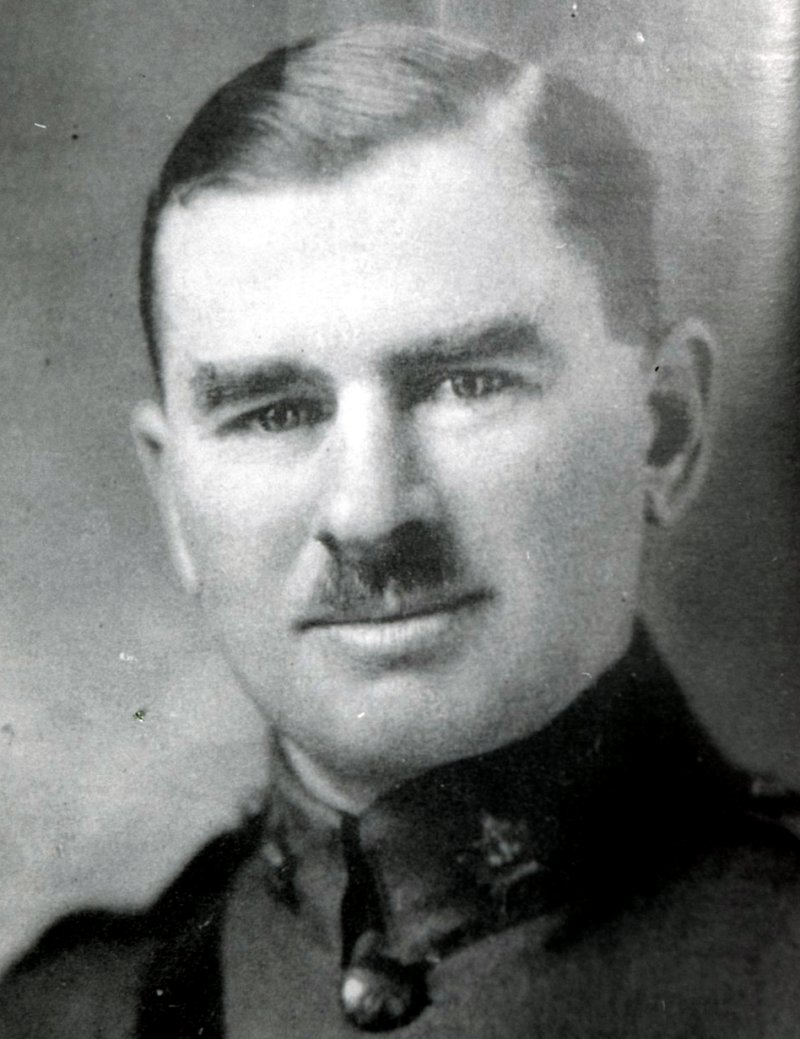
Frank McGee joueur d'Ottawa entre 1903 et 1906.
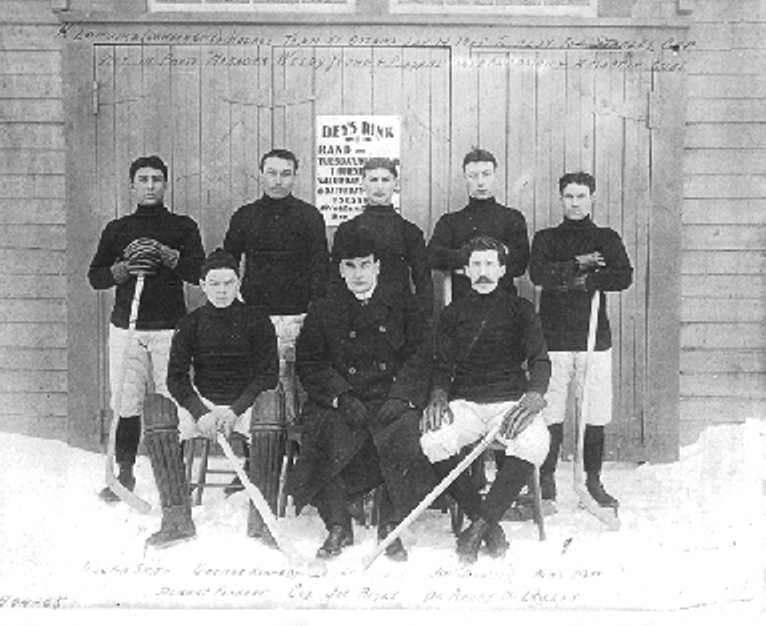
L'équipe des Nuggets de Dawson City en 1905 parcourt plus de 6 400 kilomètres pour défier Ottawa.

#### Les premiers joueurs professionnels (1906-1910)
| Dates                  | Champion                      | Finaliste                      | Résultat                         |
| ---------------------- | ----------------------------- | ------------------------------ | -------------------------------- |
| 14 et 17 mars 1906     | Wanderers de Montréal (ECAHA) | Silver Seven d'Ottawa (ECAHA)  | 12 buts à 10 sur deux matchs     |
| 27 et 29 décembre 1906 | Wanderers de Montréal (ECAHA) | Cubs de New Glasgow (MHL)      | 17 buts à 5 sur deux matchs      |
| 17 et 21 janvier 1907  | Thistles de Kenora (MHPL)     | Wanderers de Montréal (ECAHA)  | 12 buts à 8 sur deux matchs      |
| 16 et 18 mars 1907     | Thistles de Kenora (MHPL)     | Wheat Cities de Brandon (MPHL) | 2 matchs à 0                     |
| 23 et 25 mars 1907     | Wanderers de Montréal (ECAHA) | Thistles de Kenora (MHPL)      | 12 buts à 8 sur deux matchs      |
| 9 et 13 janvier 1908   | Wanderers de Montréal (ECAHA) | Victorias d'Ottawa (LFAH)      | 22 buts à 4 sur deux matchs      |
| 7 mars 1908            | Wanderers de Montréal (ECAHA) | Champions de la saison         | Champions de la saison           |
| 10 et 12 mars 1908     | Wanderers de Montréal (ECAHA) | Maple Leafs de Winnipeg (MHA)  | 20 buts à 8 sur deux matchs      |
| 14 mars 1908           | Wanderers de Montréal (ECAHA) | Pros de Toronto (OPHL)         | 6 buts à 4                       |
| 28 et 30 décembre 1908 | Wanderers de Montréal (ECHA)  | Edmonton (AAHA)                | 13 buts à 10 sur deux rencontres |
| 6 mars 1909            | Sénateurs d'Ottawa (ECHA)     | Champions de la saison         | Champions de la saison           |
| 5 et 7 janvier 1910    | Sénateurs d'Ottawa (ACH)      | Professionnels de Galt (OPHL)  | 15 buts à 4 sur deux matchs      |

Lors du congrès annuel de la Ligue fédérale amateur de hockey en décembre 1905, il est décidé de fusionner la CAHL avec certaines équipes de la LFAH pour former une nouvelle organisation : l'Eastern Canada Amateur Hockey Association. Ottawa joue donc dans cette nouvelle ligue et en février puis en mars, l'équipe remporte deux séries de défis, d'abord contre l'Université Queen's puis contre Smiths Falls à chaque fois en deux matchs. La saison régulière se termine deux jours après le second match contre Smiths Falls ; Ottawa et les Wanderers sont à égalité en tête du classement et une série de deux matchs est organisée entre les deux équipes pour déterminer la meilleure formation.
Les Wanderers s'imposent 9-1 lors de la première rencontre : quatre buts de Ernie Russell, trois de Frank Glass et deux d'Ernest « Moose » Johnson. Le deuxième match commence avec but de Montréal mais très vite Ottawa revient dans le jeu avec un premier but par Frank McGee puis un autre par Harry Smith. McGee inscrit un deuxième but avant la fin de la première mi-temps. De retour au jeu, Ottawa continue à marquer et à dix minutes de la fin du match, les deux équipes sont à égalité 10-10 sur l'ensemble des deux rencontres mais Lester Patrick inscrit deux buts pour Montréal. Avec un score cumulé de 12 buts à 10, les Wanderers sont sacrés champions de la ligue ainsi que de la coupe Stanley 1906.
Avant le début de la saison 1906-1907, le président des Wanderers demande lors de la réunion annuelle de la ligue que les joueurs professionnels soient admis tout autant que les joueurs amateurs. Seule l'Association des athlètes amateurs de Montréal vote contre et la proposition est retenue à condition que le statut de chaque joueur soit publié dans la presse. Les joueurs de Montréal, dont certains sont devenus professionnels, jouent trois séries de défis contre d'autres équipes en 1906-1907, remportant la première contre l'équipe de New Glasgow en décembre 1906, 17 à 5 au cumuls des buts, avant de jouer en janvier contre les Thistles de Kenora. Ces derniers comptent dans leurs rangs des joueurs comme Silas Griffis, Art Ross ou encore Tom Phillips. Les deux matchs tournent à l'avantage des Thistles 4-2 puis 8-6. Le capitaine de l'équipe, Phillips, inscrit 7 des 12 buts de son équipe à lui tout seul. La ville devient la plus petite ville à remporter la coupe Stanley et également la dernière équipe amateur à le faire. Les 16 et 18 mars, les joueurs de Kenora défendent leur titre contre les Wheat Cities de Brandon en finale de la Manitoba Professional Hockey League. Avec deux victoires 8-6 et 4-1, ils conservent donc leur titre puis rencontrent les Wanderers cinq jours plus tard, sur une patinoire de Winnipeg. Malgré le renfort de joueurs habituels d'Ottawa, les Wanderers s'imposent 12 buts à 8 au total, et inscrivent alors 20 noms sur la coupe Stanley, une première dans l'histoire du trophée.
En tant que champions en titre de la coupe Stanley, les Wanderers de Montréal doivent faire face à un premier défi lancé en janvier 1908 par les Victorias d'Ottawa de la Ligue fédérale amateur de hockey. Ils conservent leur titre en remportant les deux matchs 9-3 et 13-1. Les joueurs des Wanderers continuent à dominer leur ligue en remportant huit des dix matchs de la saison 1907-1908. Trois jours après la fin de la saison de l'ECAHA, ils sont une nouvelle fois victorieux d'un défi, cette fois contre les Maple Leafs de Winnipeg sur un score cumulé de 20 à 8. Le défi suivant a lieu le 14 mars, deux jours après la précédente victoire et Montréal bat 6-4 le Club de hockey professionnel de Toronto de l'Ontario Professional Hockey League, équipe dans laquelle évolue Édouard Lalonde,. Après cette saison 1908, l’Eastern Canada Amateur Hockey Association devient officiellement l’Eastern Canada Hockey Association avec l'arrêt des deux dernières équipes de joueurs amateurs du circuit : le MAAA et les Victorias. Pour les joueurs amateurs du Canada, la Coupe Allan se substitue alors à la coupe Stanley qui devient l'emblème de la suprématie du hockey professionnel.
Fin décembre 1908, les joueurs des Wanderers résistent à un nouveau défi contre le Club de hockey d'Edmonton de l'Alberta avec un score cumulé de 13 à 10. La première rencontre se solde sur une victoire 7-3 des joueurs de Montréal, cinq buts étant inscrits par Harry Smith et les deux derniers par Frank Glass. Le second match tourne à l'avantage des joueurs d'Edmonton 7-6. Les Wanderers perdent finalement la coupe Stanley à l'issue de la saison de l'ECHA au profit d'Ottawa. Les deux équipes sont à égalité jusqu'à la dernière rencontre et avec une victoire 8-3, les joueurs d'Ottawa, désormais connus sous le nom de Sénateurs, remportent la coupe Stanley,. Lors de cette saison, les Creamery Kings de Renfrew se voient refuser par les administrateurs le droit de jouer contre les champions de la Coupe après avoir déjà essuyé un refus deux ans plus tôt.

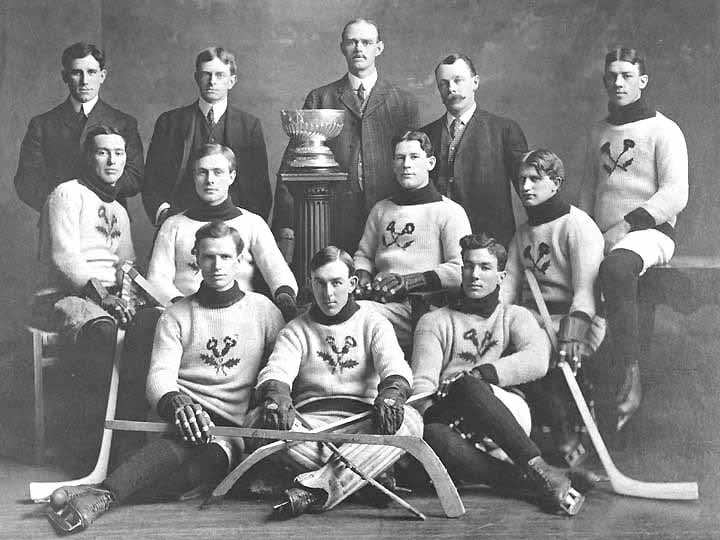
Les Thistles de Kenora posent avec la coupe Stanley en janvier 1907.
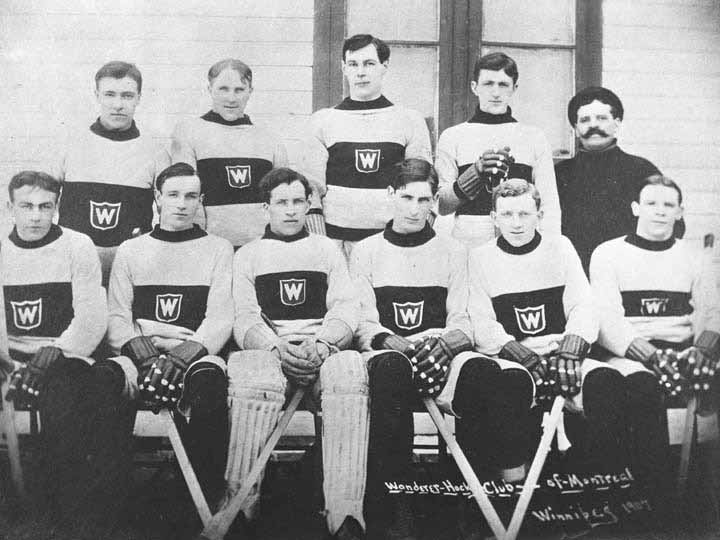
Les Wanderers de Montréal remportent la coupe Stanley en mars 1907 à Winnipeg.
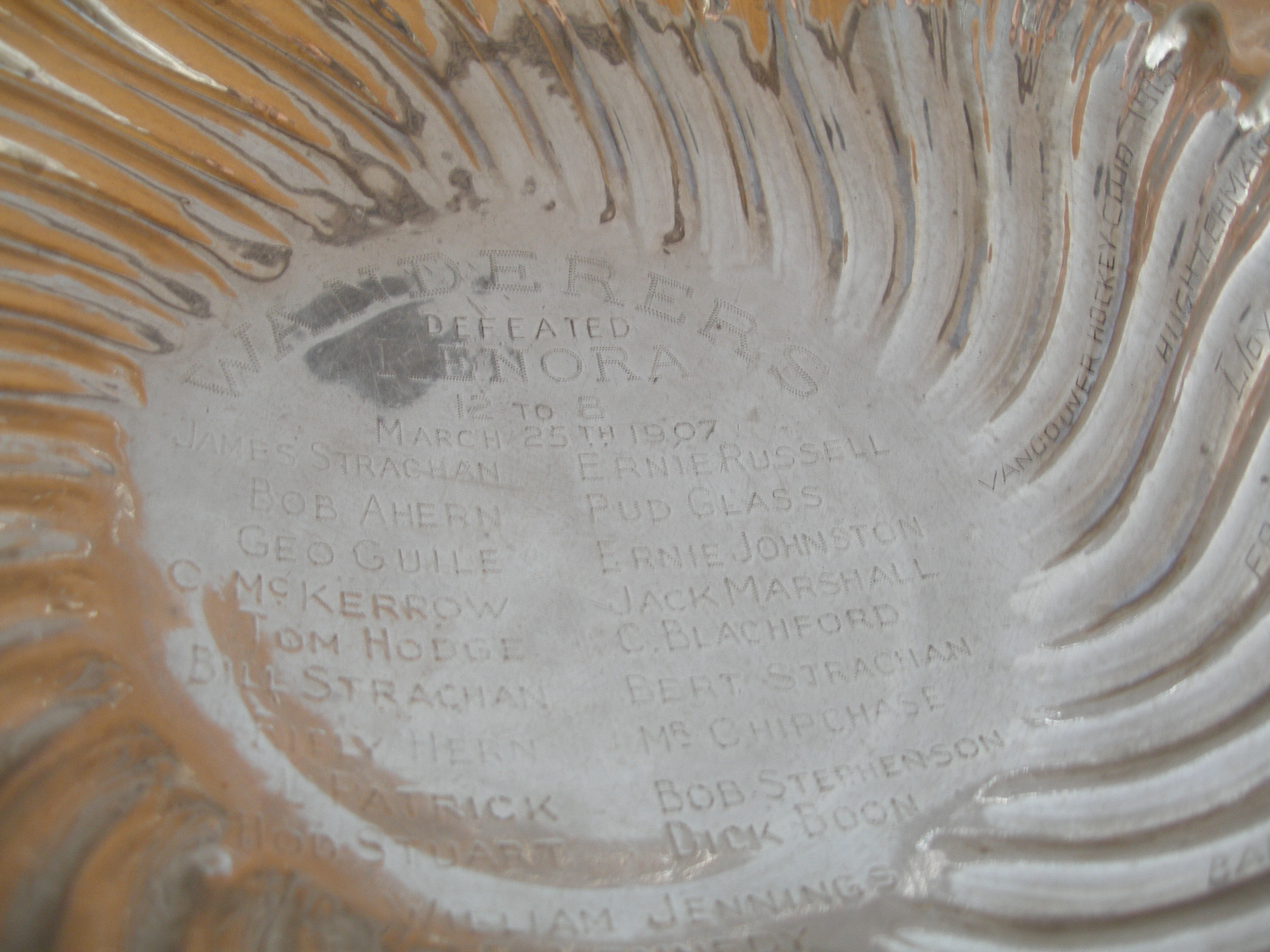
La coupe Stanley détaillant le nom des joueurs champions en mars 1907.

#### L'Association nationale de hockey (1910-1914)
| Dates                  | Champion                        | Finaliste                        | Résultat                                       |
| ---------------------- | ------------------------------- | -------------------------------- | ---------------------------------------------- |
| 18 et 20 janvier 1910  | Sénateurs d'Ottawa (ANH)        | Club de hockey d'Edmonton (AAHA) | 21 buts à 11 sur deux matchs                   |
| 9 mars 1910            | Wanderers de Montréal (ANH)     | Champions de la saison           | Champions de la saison                         |
| 12 mars 1910           | Wanderers de Montréal (ANH)     | Dutchmen de Berlin (OPHL)        | 7 buts à 3                                     |
| 10 mars 1911           | Sénateurs d'Ottawa (ANH)        | Champions de la saison           | Champions de la saison                         |
| 13 mars 1911           | Sénateurs d'Ottawa (ANH)        | Professionnels de Galt (OPHL)    | 7-4                                            |
| 16 mars 1911           | Sénateurs d'Ottawa (ANH)        | Bearcats de Port Arthur (NOHA)   | 13-4                                           |
| 5 mars 1912            | Bulldogs de Québec (ANH)        | Champions de la saison           | Champions de la saison                         |
| 11 et 13 mars 1912     | Bulldogs de Québec (ANH)        | Victorias de Moncton (MaPHL)     | 2 matchs à 0                                   |
| 5 mars 1913            | Bulldogs de Québec (ANH)        | Champions de la saison           | Champions de la saison                         |
| 8 et 10 mars 1913      | Bulldogs de Québec (ANH)        | Millionnaires de Sydney (MaPHL)  | 20 buts à 5 sur deux matchs                    |
| 7 et 11 mars 1914      | Club de hockey de Toronto (ANH) | Canadiens de Montréal (ANH)      | 6 buts à 2 sur deux matchs, en finale de l'ANH |
| 14, 17 et 19 mars 1914 | Club de hockey de Toronto (ANH) | Aristocrats de Victoria (PCHA)   | 3 matchs à 0                                   |

Le propriétaire de l'équipe, le Sénateur Michael John O'Brien, envoie alors son fils, John Ambrose O'Brien, à Montréal pour assister à la réunion annuelle de l'ECHA. Dans le même temps, les Wanderers, rachetés par Patrick J. Doran, souhaitent désormais jouer dans l'Aréna Jubilée, plus petite et générant moins de revenus pour les autres clubs. Les propriétaires des autres équipes décident alors de dissoudre l'ECHA le 25 novembre 1909 et de former l'Association canadienne de hockey afin d'exclure Doran et son équipe. O'Brien et Strachan, représentant des Wanderers, s'entendent pour former ensemble une ligue concurrente : l'Association nationale de hockey. Début janvier, les Sénateurs d'Ottawa de l'ACH remportent leur défi contre les Professionnels de Galt de l'OPHL, 15 buts à 4, dont 6 lors du premier match par le seul Marty Walsh. Le 15 janvier 1910, une réunion est organisée entre l'ACH et l'ANH et la première des deux ligues est finalement dissoute, deux de ses équipes rejoignant l'ANH pour sa saison inaugurale, les Shamrocks de Montréal et les Sénateurs.
Ottawa relève un nouveau défi quelques jours plus tard contre le Club de hockey d'Edmonton avec deux victoires 8-4 et 13-7, Gordie Roberts inscrivant 7 buts au total. Alors que les experts s'attendent à ce que le titre de l'ANH soit remporté par les Creamery Kings ou les Sénateurs, les Wanderers profitent de l'arrivée de Harry Hyland pour finir en tête de la saison avec onze victoires et une seule défaite en douze rencontres. Ils remportent alors le tout nouveau trophée de la ligue, le Trophée O'Brien, et sont également récompensés par la coupe Stanley. Le 12 mars, les Dutchmen de Berlin lancent un défi aux Wanderers mais s'inclinent sur le score de 7-3.
À la fin de la saison régulière 1910-1911, l'équipe d'Ottawa finit à la première place du classement avec une fiche de 13 victoires pour seulement trois défaites. Les Sénateurs défendent leur coupe Stanley trois jours après le dernier match du calendrier et disposent des joueurs de Galt sur le score de 7-4. Dans la même semaine, Ottawa bat également les Bearcats de Port Arthur 13-4 avec dix buts pour le seul Walsh. Des changements importants ont lieu dans le monde du hockey sur glace avant le début de la saison 1911-1912 de l'ANH. Tout d'abord, une nouvelle ligue est créée sous l'impulsion de Lester et Frank Patrick, l'Association de hockey de la Côte du Pacifique. Ensuite, l'ANH décide qu'il n'y aura plus que six joueurs pour chaque équipe, le poste de rover étant supprimé et enfin, à la demande des équipes, les défis ne peuvent avoir lieu qu'à la fin de la saison régulière de l'équipe championne en titre afin de ne pas surcharger son calendrier.
Derniers de la saison précédente, les joueurs des Bulldogs de Québec, menés par leur capitaine Joe Malone, remportent le titre de champions de l'ANH et de la coupe Stanley avec dix victoires et huit défaites. Ils finissent avec seulement une victoire de plus qu'Ottawa et deux de plus que les Canadiens de Montréal, derniers de la saison. Ottawa et Québec se rencontrent pour la dernière fois de la saison le 2 mars ; alors qu'il ne reste que sept secondes de jeu dans le match, Joe Malone, inscrit le but égalisateur et plus de vingt minutes sont nécessaires pour départager les deux formations. Joe Hall offre finalement la victoire et la première place à Québec. Quelques jours après la fin du championnat, le nouveau champion de la coupe Stanley doit disputer deux matchs de défi contre les Victorias de Moncton, dont la majorité des joueurs jouait avec Galt en 1911. Québec s'impose après deux victoires faciles sur les scores de 9-3 et 8-0. Joe Malone joue toujours avec Québec en 1912-1913 et il mène son équipe à un nouveau titre de champion. Les Bulldogs remportent un nouveau défi contre les Millionaires de Sydney avec une première victoire 14-3 dont neuf buts de Malone. Il ne joue pas le second match car il est grippé mais son équipe s'impose tout de même 6-2, trois buts étant inscrits par Joe Hall. La saison des joueurs de Québec n'est pas pour autant finie puisqu'ils acceptent de jouer un tournoi à New York puis de jouer fin mars contre les Sénateurs de Victoria, champions 1912-1913 de la PCHA. La série tourne à l'avantage des joueurs de Victoria mais heureusement pour Québec, la coupe Stanley n'est alors pas en jeu.
Pour la première fois depuis les débuts de l'ANH, deux équipes finissent à égalité de points avec treize victoires à l'issue de la saison 1913-1914 : le Club de hockey de Toronto, les Torontos, et les Canadiens de Montréal. Une série de deux matchs est organisée les 7 et 11 mars 1914 pour les départager. La première rencontre, jouée à Montréal, tourne à l'avantage de l'équipe à domicile 2-0. La deuxième joute a lieu chez les Torontos qui prennent leur revanche en s'imposant sur le score de 6-0. À la fin de la saison 1913-1914 de la PCHA, l'équipe de Victoria, meilleure équipe du circuit de l'Ouest entreprend le voyage jusqu'à Toronto pour jouer contre les champions de l'ANH, mais ayant oublié de faire une demande officielle aux trustees, les joueurs de Victoria ne peuvent pas officiellement prétendre ramener la coupe Stanley chez eux en cas de victoire. Cependant, la série qui se joue au meilleur des cinq matchs voit les joueurs de Toronto remporter les trois rencontres jouées, 5-2, 6-5 et 2-1 et l'ANH conserve la Coupe pour encore un an.

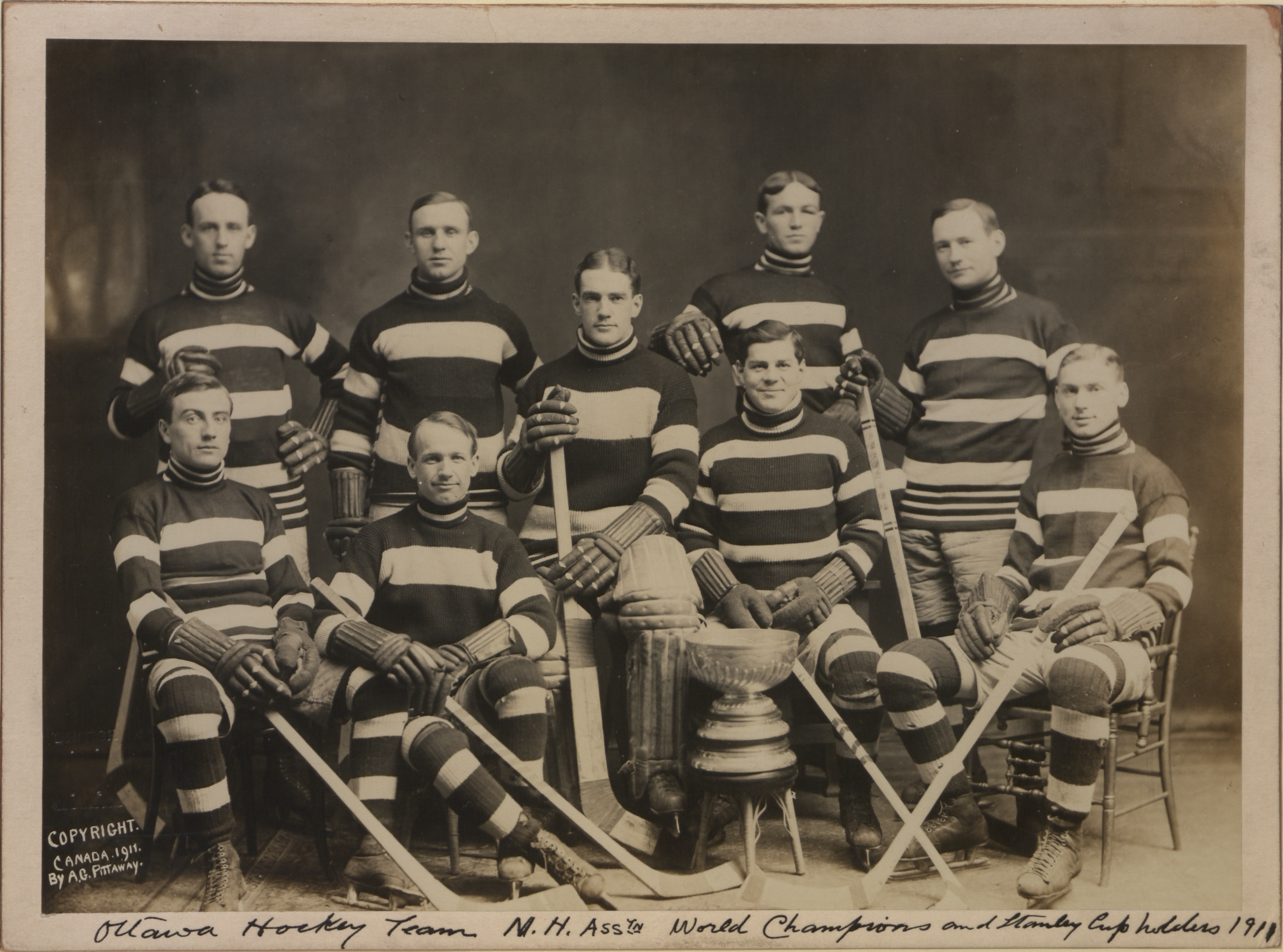
Le Club de hockey d'Ottawa, champion 1911 de l'Association nationale de hockey.
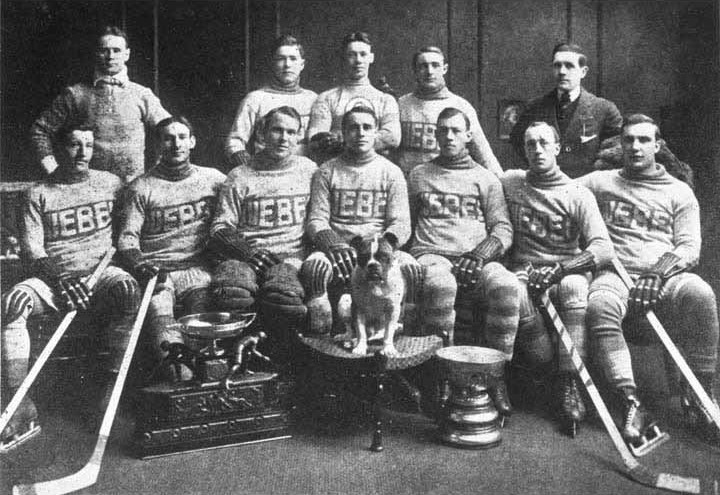
Les Bulldogs de Québec, champions 1913 de la coupe Stanley.
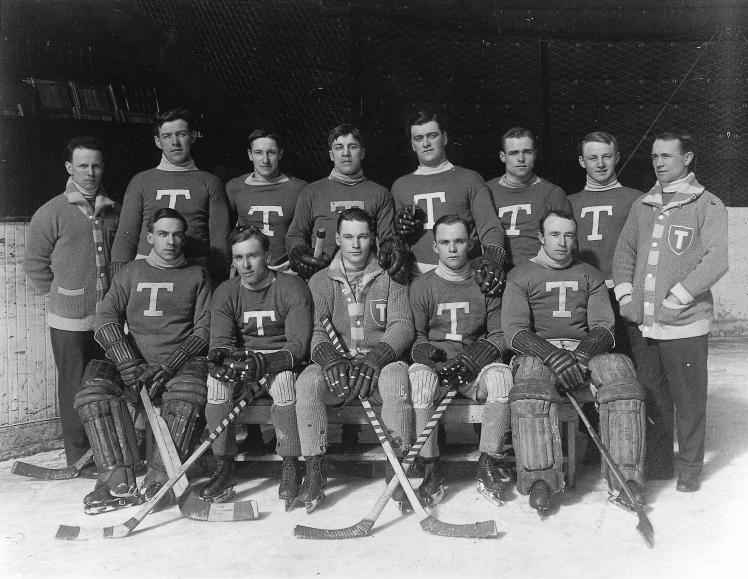
Les Blueshirts de Toronto, champions 1914 de la coupe Stanley.

### Les finales inter-ligues (1914-1926)
| Année | Champion | Finaliste | Résultat |
| ----- | --- | --- | --- |
| 1915  | Millionnaires de Vancouver (PCHA)                                                                                               | Sénateurs d'Ottawa (ANH) | 3-0 |
| 1916  | Canadiens de Montréal (ANH) | Rosebuds de Portland (PCHA) | 3-2 |
| 1917  | Metropolitans de Seattle (PCHA)                                                                                                 | Canadiens de Montréal (ANH) | 3-1 |
| 1918  | Arenas de Toronto (LNH) | Millionnaires de Vancouver (PCHA)                                                                                               | 3-2 |
| 1919  | Canadiens de Montréal (LNH) contre Metropolitans de Seattle (PCHA) La série est arrêtée en cours à cause de la grippe espagnole | Canadiens de Montréal (LNH) contre Metropolitans de Seattle (PCHA) La série est arrêtée en cours à cause de la grippe espagnole | Canadiens de Montréal (LNH) contre Metropolitans de Seattle (PCHA) La série est arrêtée en cours à cause de la grippe espagnole |
| 1920  | Sénateurs d'Ottawa (LNH) | Metropolitans de Seattle (PCHA)                                                                                                 | 3-2 |
| 1921  | Sénateurs d'Ottawa (LNH) | Millionnaires de Vancouver (PCHA)                                                                                               | 3-2 |
| 1922  | St-Patricks de Toronto (LNH) | Millionnaires de Vancouver (PCHA)                                                                                               | 3-2 |
| 1923  | Sénateurs d'Ottawa (LNH) | Eskimos d'Edmonton (WCHL) | 2-0 |
| 1924  | Canadiens de Montréal (LNH) | Tigers de Calgary (WCHL) | 2-0 |
| 1925  | Cougars de Victoria (WCHL) | Canadiens de Montréal (LNH) | 3-1 |
| 1926  | Maroons de Montréal (LNH) | Cougars de Victoria (WCHL) | 3-1 |

Quelques jours après la série entre Victoria et Toronto, un courrier adressé au président de l'ANH, Emmett Quinn, par William Foran, un des deux trustees, déclare que ces derniers sont heureux d'entendre que l'ANH, la PCHA et la ligue Maritime sont d'accord pour faire de la coupe Stanley le symbole du hockey professionnel. Ils donnent leur accord pour que la Coupe soit remise chaque année à la meilleure équipe des trois ligues, équipe désignée par des séries éliminatoires. Cependant, la ligue Maritime qui devient l'Eastern Professional Hockey League pour la saison 1914-1915 arrête ses activités en cours de saison.
La première finale de la Coupe Stanley sous sa nouvelle forme oppose donc le champion 1914-1915 de l'ANH, les Sénateurs, à celui de la PCHA, les Millionnaires de Vancouver. Les matchs ont lieu à Vancouver, et malgré l'absence de leur capitaine, Silas Griffis, les Millionnaires deviennent la première équipe de la ville à remporter la coupe Stanley avec trois victoires 6-2, 8-3 et 12-3. Frederick « Cyclone » Taylor, joueur vedette de Vancouver, est le meilleur pointeur de la finale avec sept points en trois matchs. La saison suivante voit la coupe Stanley devenir plus internationale avec la participation à la finale des Rosebuds de Portland, équipe de l'Oregon aux États-Unis et champions 1915-1916 de la PCHA. Ils sont cependant battus en cinq rencontres par les Canadiens de Montréal de l'ANH. Le dernier match décisif se solde sur le score de 2-1, le but de la victoire étant inscrit par George Prodgers au milieu de la troisième période.
En mars 1917, les Metropolitans de Seattle de la PCHA affrontent en finale de la Coupe Stanley les Canadiens, champions en titre et premiers de la saison 1916-1917 de l'ANH. Le premier match est joué le 17 mars 1917 et les Canadiens l'emportent huit buts à quatre grâce dont quatre de Didier Pitre pour Montréal. Les Metropolitans réagissent lors des deux matchs suivant en remportant les deux rencontres 6-1 et 4-1. Le quatrième match se joue le 26 mars devant une foule compacte et les joueurs locaux de Seattle remportent cette nouvelle confrontation 9-1 et deviennent ainsi la première équipe basée aux États-Unis à remporter la coupe Stanley. Au total, le score est de vingt-trois à onze, avec 14 des buts des vainqueurs inscrits par Bernie Morris – dont six au cours du quatrième match.
L'ANH connaît ensuite des saisons difficiles : le monde est plongé dans la Première Guerre mondiale et de nombreux joueurs s'enrôlent dans l'armée du Canada alors que d'autres sont attirés par les salaires élevés de l'Association de hockey de la Côte du Pacifique de la côte Ouest. Ainsi, la saison 1916-1917 de l'ANH est divisée en deux parties alors que le 228e bataillon de Toronto arrête ses activités après la première moitié de saison. L'ANH se réunit pour décider du format de la seconde partie ; Eddie Livingstone insiste pour que les cinq équipes jouent les unes contre les autres mais les autres dirigeants préfèrent finir la saison avec quatre formations et excluent momentanément son équipe, les Blueshirts de Toronto. Lassés des conflits avec Livingstone, les présidents des autres équipes décident de dissoudre l'ANH le 26 novembre 1917 et créent une nouvelle structure sans lui : la Ligue nationale de hockey. La première finale à laquelle participe la LNH voit une opposition entre les Arenas de Toronto, qui éliminent les Canadiens en finale de la LNH, et les Millionnaires de Vancouver. Cinq rencontres sont jouées et finalement, ce sont les joueurs de Toronto qui sortent vainqueurs avec une courte victoire 2-1 lors du dernier match, le but de la victoire étant inscrit par Corbett Denneny.
Seattle est de retour en finale en 1919 et est opposée aux Canadiens de Montréal. Les deux équipes sont à égalité après cinq matchs joués avec deux victoires de chaque côté et un match nul. Le match décisif est prévu pour le 1er avril mais en raison d'une pandémie de grippe qui affecte cinq joueurs des Canadiens, le match est annulé et pour la première fois de son histoire, la coupe Stanley n'est pas attribuée. Joe Hall, joueur vedette des Canadiens, est hospitalisé d'urgence mais succombe de la maladie le 5 avril 1919. Les joueurs de Seattle sont une nouvelle fois en finale en 1920, contre Ottawa cette fois-ci. Les Sénateurs s'imposent en cinq matchs dont une victoire 6-1 lors de l'ultime rencontre. Cinq matchs sont nécessaires aux Sénateurs pour remporter une deuxième Coupe de rang en 1921 avec une victoire contre les Millionnaires de Vancouver ; le dernier match se termine sur le score de 2-1, les deux buts d'Ottawa étant inscrits par Jack Darragh. Il s'agit de la dernière finale à laquelle participe la vedette des Millionnaires, Cyclone Taylor.
Une nouvelle ligue professionnelle naît en 1921 dans l'Ouest du Canada avec la création de la Western Canada Hockey League (WCHL). La meilleure équipe de la WCHL affronte en fin de saison la meilleure formation de la PCHA afin de déterminer quelle équipe aura le droit de jouer la finale de la Coupe Stanley 1922. Les Capitals de Regina, menés par Dick Irvin, affrontent les Millionnaires de Vancouver en finale de l'Ouest mais après une victoire 2-1 lors du premier match, ils sont battus 4-0 au cours de la seconde rencontre par Vancouver. La LNH reste néanmoins maîtresse de la coupe Stanley avec un succès en cinq matchs des Saint-Patricks de Toronto. Pour la finale 1923, c'est au tour de la meilleure équipe de la LNH de jouer une demi-finale, contre une équipe de la PCHA, le vainqueur rencontrant la meilleure équipe de la WCHL. La demi-finale voit la confrontation des joueurs d'Ottawa de la LNH à ceux des Maroons de Vancouver de la PCHA ; c'est également l'occasion de voir deux paires de frères s'affronter : Georges Boucher et Cy Denneny d'Ottawa contre Frank Boucher et Corbett Denneny de Vancouver. Les Sénateurs s'imposent 3 matchs à 1 puis gagnent la coupe Stanley en battant en deux rencontres les Eskimos d'Edmonton. Le premier match s'achève sur le score de 2-1 en prolongation, grâce à un but de Cy Denneny, puis le second sur le score de 1-0, l'unique but de la soirée étant inscrit par Punch Broadbent alors que Clint Benedict réalise un blanchissage.
Léo Dandurand, propriétaire des Canadiens de Montréal, champions 1924 de la LNH, déclare que son équipe est meilleure que celles de la WCHL et de la PCHA. Il souhaite que les deux autres équipes s'affrontent et que les Canadiens ne jouent que contre l'équipe gagnante. Cela ne convient pas au président de la PCHA, Frank Patrick, et les Canadiens doivent affronter les deux autres équipes afin de savoir qui gagnera la Coupe : les Maroons de Vancouver et les Tigers de Calgary. Après avoir battu les Maroons deux matchs à zéro, les Canadiens font face aux Tigers. Le jeune joueur recrue Howie Morenz inscrit un tour du chapeau lors du premier match, une victoire 6-1 ; pour le second match, Georges Vézina arrête tous les tirs adverses pour une victoire 3-0 avec des buts de Morenz, Aurèle Joliat et Billy Boucher,.
En 1924, la PCHA arrête ses activités et ses deux dernières franchises encore en activité, Victoria et Vancouver, rejoignent les rangs de la WCHL. La LNH connaît une saison mouvementée : les Canadiens sont classés troisièmes de la saison régulière, battent les Saint-Patricks de Toronto en demi-finale. Les Tigers de Hamilton sont la meilleure équipe de la saison régulière mais leurs joueurs profitent de leur première place pour réclamer une augmentation pour les matchs des séries. Frank Calder, le commissaire de la LNH, ne cède pas et à la place, il exclut Hamilton et sacre les Canadiens champions de la LNH. Ces derniers retrouvent en finale de la Coupe Stanley les Cougars de Victoria de la WCHL. La série se joue au meilleur des cinq matchs mais Montréal ne parvient à gagner que la troisième rencontre et Victoria remporte en quatre matchs sa première coupe Stanley après 12 ans d'existence. La dernière rencontre se termine sur le score de 6-1 avec deux buts de Frank Fredrickson, joueur vedette de Victoria qui a déjà remporté la Coupe Allan ainsi que les Jeux olympiques avec l'équipe du Canada en 1920. Les Cougars deviennent la dernière équipe ne faisant pas partie de la LNH à remporter la coupe Stanley.
En effet, la WCHL est confrontée aux mêmes difficultés financières qu'a connues la PCHA alors que ses joueurs demandent des salaires de plus en plus élevés, afin d'atteindre ceux de la LNH. La finale de la Coupe Stanley 1926 voit s'opposer les Maroons de Montréal de la LNH et les champions en titre, les Cougars. Il s'agit de la première finale dans la future célèbre patinoire du Forum de Montréal et la série tourne à l'avantage des joueurs locaux puisqu'ils remportent les premier, deuxième et quatrième matchs, ne concédant une défaite que lors du troisième match sur la marque de 3 buts à 2. Les trois victoires des Maroons sont consécutives à trois blanchissages de leur gardien, Clint Benedict, sur les scores de 3-0, 3-0 et 2-0. Nels Stewart marque 6 des 10 buts inscrits par les siens dont les deux de la dernière rencontre,. Après cette finale, Frank et Lester Patick sont mandatés par les dirigeants de la WCHL pour aborder un rapprochement avec la LNH et finalement, ils arrivent à un accord à leurs avantages. Les 50 joueurs de la WCHL sont achetés pour 300 000 dollars, les Cougars deviennent les Cougars de Détroit pour 100 000 dollars et les Rosebuds deviennent les Black Hawks de Chicago pour 150 000 dollars. Les autres équipes de la WCHL arrêtent leurs activités et les joueurs sont vendus par lots aux franchises de la LNH.

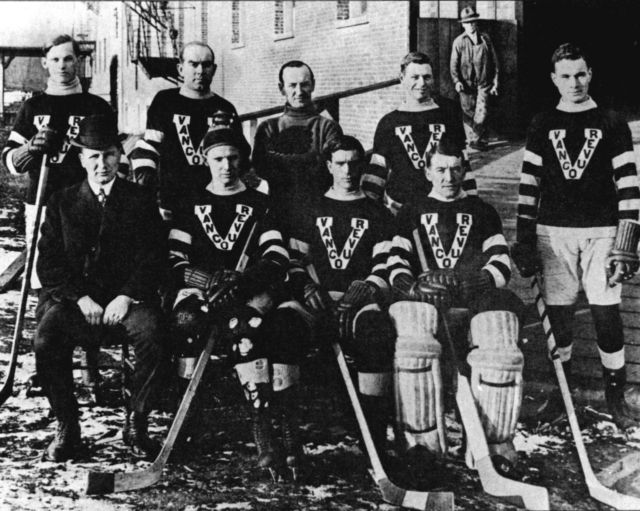
L'équipe 1914-1915 des Millionnaires de Vancouver remporte la coupe Stanley.
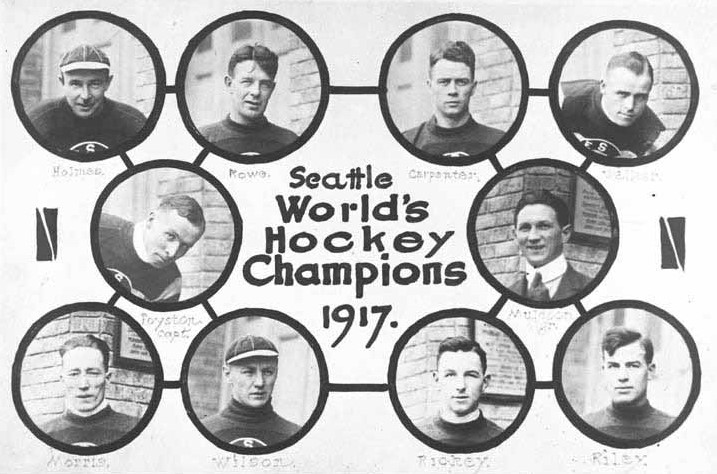
Photomontage des Metropolitans de Seattle, champions 1917 de la coupe Stanley.
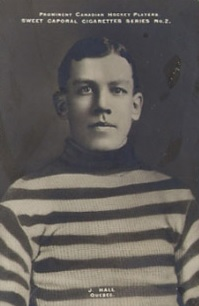
Joe Hall meurt en 1919 de la grippe espagnole au cours de la finale de la coupe Stanley.
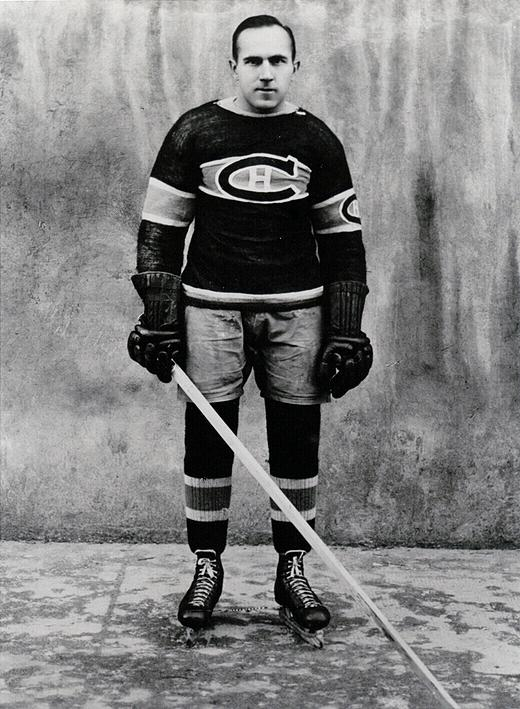
Howie Morenz joue et remporte sa première coupe Stanley en 1924 avec les Canadiens de Montréal.

### La coupe Stanley trophée officiel de la LNH (depuis 1926)

#### Les premiers temps (1927-1942)
| Année | Champion               | Finaliste              | Résultat |
| ----- | ---------------------- | ---------------------- | -------- |
| 1927  | Sénateurs d'Ottawa     | Bruins de Boston       | 2-0-2    |
| 1928  | Rangers de New York    | Maroons de Montréal    | 3-2      |
| 1929  | Bruins de Boston       | Rangers de New York    | 2-0      |
| 1930  | Canadiens de Montréal  | Bruins de Boston       | 2-0      |
| 1931  | Canadiens de Montréal  | Black Hawks de Chicago | 3-2      |
| 1932  | Maple Leafs de Toronto | Rangers de New York    | 3-0      |
| 1933  | Rangers de New York    | Maple Leafs de Toronto | 3-1      |
| 1934  | Black Hawks de Chicago | Red Wings de Détroit   | 3-1      |
| 1935  | Maroons de Montréal    | Maple Leafs de Toronto | 3-0      |
| 1936  | Red Wings de Détroit   | Maple Leafs de Toronto | 3-1      |
| 1937  | Red Wings de Détroit   | Rangers de New York    | 3-2      |
| 1938  | Black Hawks de Chicago | Maple Leafs de Toronto | 3-1      |
| 1939  | Bruins de Boston       | Maple Leafs de Toronto | 4-1      |
| 1940  | Rangers de New York    | Maple Leafs de Toronto | 4-2      |
| 1941  | Bruins de Boston       | Red Wings de Détroit   | 4-0      |
| 1942  | Maple Leafs de Toronto | Red Wings de Détroit   | 4-3      |

La LNH est donc la seule ligue à concourir pour la coupe Stanley dès la saison 1926-1927 et pour cette nouvelle saison, elle compte désormais 10 franchises séparées en deux divisions. Les trois premières équipes de chaque division sont qualifiées pour les séries éliminatoires ; les équipes classées 2e et 3e jouent un premier tour, le vainqueur de chaque série jouant ensuite une demi-finale contre la meilleure équipe de sa division. La finale 1927 oppose les Sénateurs d'Ottawa, meilleure formation de la saison, contre les Bruins de Boston, deuxièmes de la division Américaine. Deux victoires sont alors nécessaires pour remporter la Coupe mais après un premier match nul, Calder déclare qu'il ne pourra y avoir que cinq matchs maximum et qu'en cas d'égalité, les deux équipes se partageront le titre. Il ne faut finalement que quatre rencontres pour voir le sacre d'Ottawa après deux matchs nuls et deux victoires. Il s'agit alors de la neuvième, et dernière, coupe Stanley des Sénateurs,. Pour leur deuxième saison dans la LNH, les Rangers de New York sortent victorieux de la finale de la Coupe Stanley 1928 en battant les Maroons de Montréal en cinq matchs. Au cours du deuxième match, le gardien des Rangers Lorne Chabot sort sur blessure et ne peut pas finir la rencontre. Le président des Maroons refuse que les Rangers utilisent un joueur ne faisant pas partie de l'équipe dans les buts. Lester Patrick, entraîneur de l'équipe âgé de 44 ans, décide alors de prendre la place de Chabot. Il ne concède qu'un but et son équipe s'impose finalement en prolongation 2-1 sur un but de Frank Boucher,.
Les séries éliminatoires de la Coupe Stanley changent de format pour l'édition 1929 : désormais les deux meilleures équipes de chaque division jouent l'une contre l'autre en demi-finale alors que les équipes classées deuxième et troisième d'une division sont opposées à leur pendant dans l'autre division lors du tour préliminaire. Pour la première fois de l'histoire du trophée, la finale de la Coupe Stanley 1929 se joue entre deux équipes américaines avec la victoire des Bruins de Boston en deux rencontres 2-0 et 2-1 face aux Rangers, le jeune gardien recrue Tiny Thompson réussissant trois blanchissages sur cinq rencontres jouées par son équipe. Deuxièmes de la division Canadienne en 1929-1930, les Canadiens de Montréal menés par Sylvio Mantha battent en finale les Bruins 3-0 et 4-3 alors que ces derniers étaient favoris après leur première place en saison régulière et leur succès de l'année précédente. À la suite de cette défaite surprenante du favori, la LNH décide de passer la finale au meilleur des cinq matchs. Toujours menée par Morenz, l'équipe de Montréal défend avec succès son titre lors des séries de 1931 face aux Black Hawks de Chicago en cinq matchs.
Les doubles champions de la Coupe sont éliminés en demi-finale des séries 1932 par les Rangers mais ce sont les Maple Leafs de Toronto qui sortent victorieux de la finale avec trois victoires à zéro 6-4, 6-2 et 6-4. Les deux mêmes équipes se retrouvent lors de la finale suivante, les Rangers prenant leur revanche 3 matchs à 1, la dernière rencontre se concluant en prolongation avec un but inscrit par Bill Cook. La finale des séries de 1934 voit la victoire de l'équipe de Chicago contre les Red Wings de Détroit en quatre rencontres. Au cours des séries, le gardien de Chicago, Charlie Gardiner, connaît des problèmes de santé de plus en plus important. Ainsi, le 29 mars, lors d'une rencontre contre les Maroons, il réalise un blanchissage et est élu première étoile du match alors qu'il a une fièvre de plus de 38 °C et est obligé de consulter un docteur au cours des pauses entre les tiers-temps. Il meurt finalement le 13 juin 1934 d'une hémorragie intra-cérébrale provoquée par une infection aux amygdales.
Tommy Gorman est l'entraîneur de Chicago au cours de cette victoire mais il est congédié peu de temps après et rejoint les Maroons de Montréal. Ces derniers remportent leur seconde coupe Stanley lors des séries de 1935 en battant en finale les Maple Leafs de Toronto 3 rencontres à 0. Ils sont sacrés champions sans avoir perdu un seul match lors des séries au cours desquelles Alex Connell, le gardien de Montréal, ne concède que 8 buts. En 1935-1936, la LNH ne compte plus que huit équipes et ce sont les Red Wings de Détroit qui sortent victorieux des séries 1936. Le premier match de la demi-finale entre Détroit et les Maroons compte 6 prolongations pour une durée totale de 176 min 30 s, un record pour la LNH. Les Red Wings réalisent le doublé en battant les Rangers lors de la finale suivante.
Meilleure équipe de la division canadienne en 1937-1938, les Maple Leafs de Toronto sont battus en finale des séries 1938 par Chicago. Ils connaissent le même sort l'année suivante contre les Bruins alors que la LNH ne compte plus qu'une unique division. Les Maple Leafs sont une troisième fois consécutive en finale de la Coupe Stanley en 1940 mais ils sont une nouvelle fois battus en 6 rencontres par les Rangers dont 3 défaites en prolongation. Ainsi, même si la dernière rencontre commence bien pour eux avec une avance de 2-0 à la mi-match, ils laissent les joueurs de New York revenir au score dans le dernier tiers-temps puis Bryan Hextall inscrit le but du sacre pour les Rangers dès le début de la prolongation. Deuxièmes de la saison 1940-1941, les Maple Leafs sont battus au premier tour des séries par les Bruins de Boston, champions de la saison régulière puis des séries après avoir battu en finale 4-0 les Red Wings de Détroit. L'équipe de Toronto atteint une nouvelle fois la finale en 1942 après avoir éliminé les Rangers, meilleure équipe de la saison régulière et elle y retrouve Détroit, cinquième au classement général. Après trois rencontres, les Maple Leafs sont menés 3 matchs à 0. L'entraîneur Hap Day décide de bouleverser son équipe en choisissant de mettre sur le banc Gordie Drillon, Hank Goldup et Bucko McDonald pour faire jouer Don Metz, Gaye Stewart et Ernie Dickens. Cette décision réveille les autres joueurs des Maple Leafs qui renversent la situation et remportent les quatre rencontres suivantes pour finalement remporter la troisième coupe Stanley de l'histoire du club,. C'est la première fois qu'un tel retournement de situation se passe dans le hockey sur glace professionnel Nord-Américain.

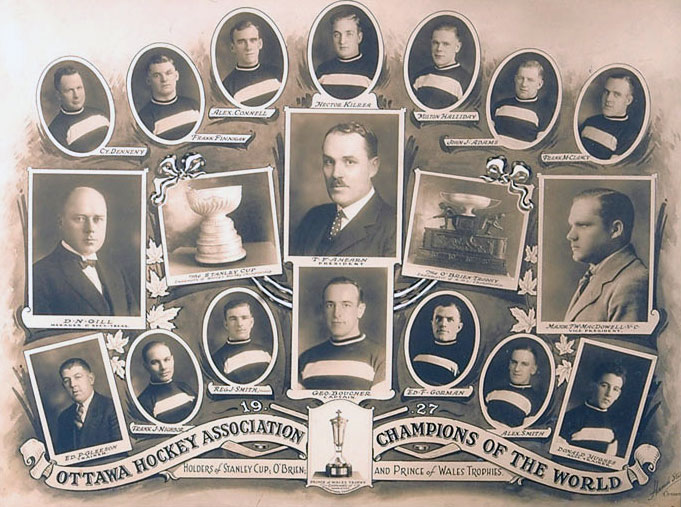
Montage photo de l'équipe des Sénateurs d'Ottawa qui remporte sa dernière coupe Stanley en 1927.
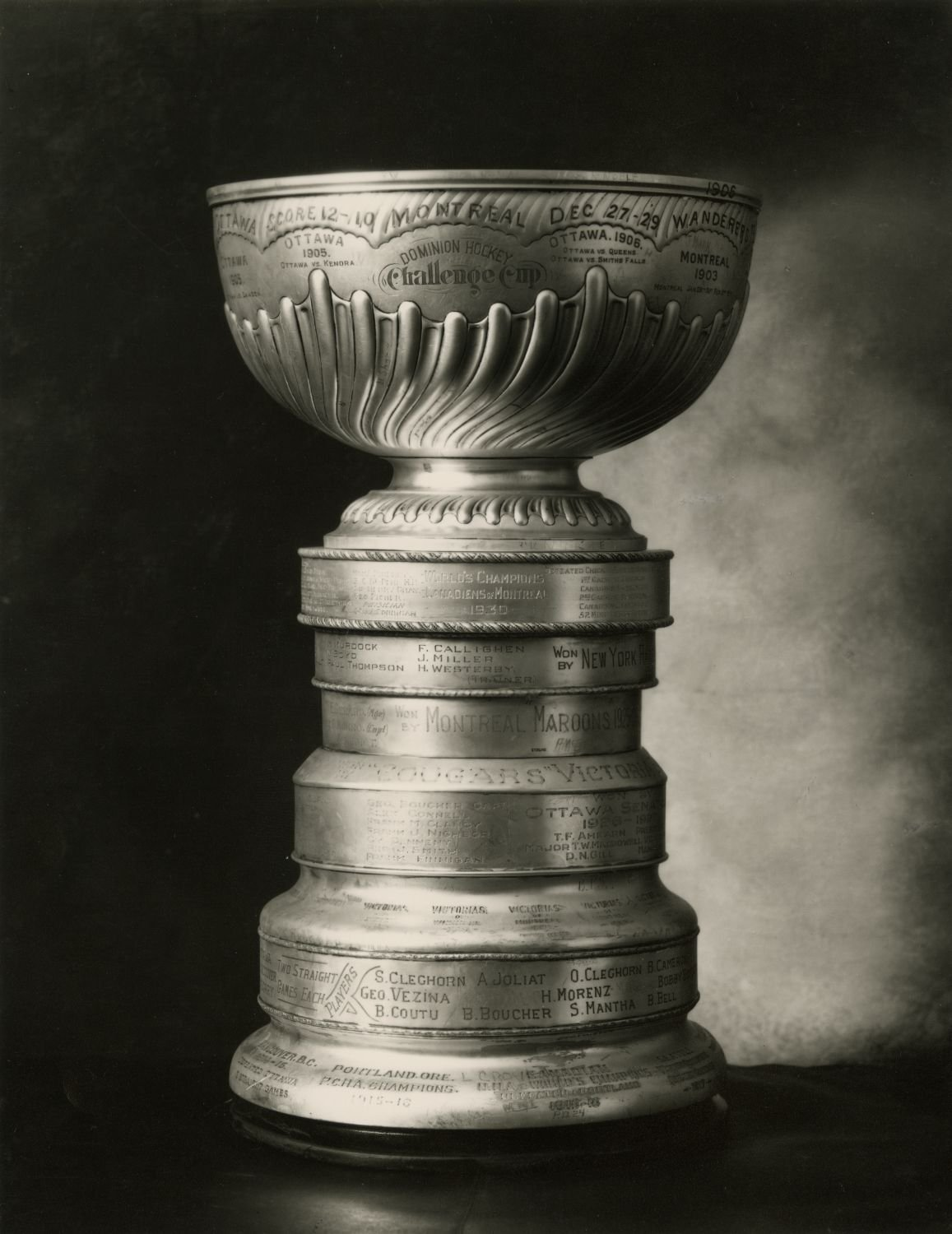
La coupe Stanley en 1930.

#### La période des six équipes originales (1942-1967)
| Année | Champion               | Finaliste              | Résultat |
| ----- | ---------------------- | ---------------------- | -------- |
| 1942  | Maple Leafs de Toronto | Red Wings de Détroit   | 4-3      |
| 1943  | Red Wings de Détroit   | Bruins de Boston       | 4-0      |
| 1944  | Canadiens de Montréal  | Black Hawks de Chicago | 4-0      |
| 1945  | Maple Leafs de Toronto | Red Wings de Détroit   | 4-3      |
| 1946  | Canadiens de Montréal  | Bruins de Boston       | 4-1      |
| 1947  | Maple Leafs de Toronto | Canadiens de Montréal  | 4-2      |
| 1948  | Maple Leafs de Toronto | Red Wings de Détroit   | 4-0      |
| 1949  | Maple Leafs de Toronto | Red Wings de Détroit   | 4-0      |
| 1950  | Red Wings de Détroit   | Rangers de New York    | 4-3      |
| 1951  | Maple Leafs de Toronto | Canadiens de Montréal  | 4-1      |
| 1952  | Red Wings de Détroit   | Canadiens de Montréal  | 4-0      |
| 1953  | Canadiens de Montréal  | Bruins de Boston       | 4-1      |
| 1954  | Red Wings de Détroit   | Canadiens de Montréal  | 4-3      |
| 1955  | Red Wings de Détroit   | Canadiens de Montréal  | 4-3      |
| 1956  | Canadiens de Montréal  | Red Wings de Détroit   | 4-1      |
| 1957  | Canadiens de Montréal  | Bruins de Boston       | 4-1      |
| 1958  | Canadiens de Montréal  | Bruins de Boston       | 4-2      |
| 1959  | Canadiens de Montréal  | Maple Leafs de Toronto | 4-1      |
| 1960  | Canadiens de Montréal  | Maple Leafs de Toronto | 4-0      |
| 1961  | Black Hawks de Chicago | Red Wings de Détroit   | 4-2      |
| 1962  | Maple Leafs de Toronto | Black Hawks de Chicago | 4-2      |
| 1963  | Maple Leafs de Toronto | Red Wings de Détroit   | 4-1      |
| 1964  | Maple Leafs de Toronto | Red Wings de Détroit   | 4-3      |
| 1965  | Canadiens de Montréal  | Black Hawks de Chicago | 4-3      |
| 1966  | Canadiens de Montréal  | Red Wings de Détroit   | 4-2      |
| 1967  | Maple Leafs de Toronto | Canadiens de Montréal  | 4-2      |

Cette saison 1941-1942 est la dernière avant longtemps avec sept équipes après l'arrêt des Americans de Brooklyn. Cette année 1942 marque aussi le début de ce qui est appelé plus tard la période des « les six équipes originales », The Original Six, et le début de l'ère moderne du hockey Nord-Américain.
Après deux défaites consécutives en finale, les Red Wings sont la meilleure équipe de la saison 1942-1943 après avoir fini premiers du classement puis avoir remporté les séries en battant 4-0 les Bruins de Boston. Cette saison voit les débuts de Maurice Richard avec les Canadiens de Montréal. La saison suivante, aux côtés d'Elmer Lach et de Toe Blake, il aide les Canadiens à remporter leur cinquième coupe Stanley avec une victoire en finale 4-0 contre Chicago. Lors du deuxième match de la demi-finale contre Toronto, Richard établit un record en marquant 5 buts lors d'un même match de séries éliminatoires de la LNH ; il reçoit alors les trois étoiles du match. Toe Blake égale le record du plus grand nombre d'aides dans un match de séries en assistant Richard à chacun de ses buts.
Toronto élimine Montréal en demi-finale des séries de 1945 puis remporte le titre en battant les Red Wings de Détroit en sept rencontres. Le dernier match de la saison se conclut par une victoire 2-1 des Maple Leafs, le but du titre étant inscrit par Babe Pratt. Montréal et Richard gagne une nouvelle coupe Stanley en 1946 avec une victoire 4-1 contre Boston. Les Maple Leafs de Toronto, sous la direction de Conn Smythe, sont la première équipe de l'histoire à remporter la Coupe trois saisons d'affilée en 1947, 4-2 contre Montréal ainsi qu'en 1948 et 1949, à chaque fois 4-0 contre Détroit. Les Red Wings prennent leur revanche contre Toronto en demi-finale des séries 1950 malgré la blessure de leur joueur vedette Gordie Howe lors du premier match. Les joueurs de Détroit se qualifient en sept rencontres puis gagnent leur quatrième coupe Stanley en battant en finale New York, également en sept matchs, en deuxième prolongation de la dernière rencontre grâce à un but de Pete Babando à la 88e minute de jeu.
Les joueurs de Conn Smythe sont de retour en finale en 1951 et ils y battent les Canadiens de Montréal, les cinq rencontres de la finale se décidant en prolongation. Le but du sacre est inscrit par Bill Barilko. Quelque temps après la finale, ce dernier meurt avec un ami lors du crash d'un avion ; malgré, les recherches intensives et la récompense de 10 000 $ promise par Smythe, les restes de l'avion ne sont découverts que 10 ans plus tard. Guidés par Howe, meilleur joueur de la saison, les joueurs de Détroit remportent la coupe Stanley 1952 grâce à deux victoires 4 matchs à 0 contre Toronto puis Montréal ; dans les buts de Détroit, Terry Sawchuk réalise 4 blanchissages au cours des séries, égalant un record détenu par Dave Kerr (1937 avec les Rangers) et Frank McCool (1945 avec Toronto).
Malgré sa première place en de la saison régulière 1952-1953, l'équipe de Détroit est éliminée au premier tour des séries par les Bruins mais ces derniers sont battus en finale par les Canadiens de Montréal en 5 matchs sur un but en prolongation inscrit par Elmer Lach sur une passe de Maurice Richard. Les deux derniers champions de la coupe Stanley se rencontrent ensuite en finale en 1954, 1955 et 1956, les deux premières confrontations tournant à l'avantage de Howe et Détroit à chaque fois en sept matchs.
La coupe Stanley 1956 est remportée par les Canadiens de Montréal qui comptent désormais dans leurs rangs deux Richard avec l'arrivée du cadet de Maurice, Henri Richard, au cours de l'automne 1955. Ils battent Détroit en cinq rencontres dont un blanchissage de Jacques Plante. Les joueurs de Montréal remportent les quatre finales suivantes pour établir un record de cinq conquêtes d'affilée, une performance inégalée. Ils battent deux fois les Bruins en 1957 et 1958 puis deux fois les Maple Leafs en 1959 et 1960. Lors de cette dernière conquête, les Canadiens réalisent la même performance que les Red Wings en 1952 en gagnant les 8 rencontres jouées,. Au cours des cinq finales remportées, Jean Béliveau, Bernard Geoffrion, Doug Harvey, Tom Johnson, Don Marshall, Dickie Moore, Jacques Plante, Claude Provost, Henri Richard, Maurice Richard, Jean-Guy Talbot, Bob Turner, soit 12 joueurs, ainsi que quatre dirigeants, Frank J. Selke, Ken Reardon, Toe Blake et Hector Dubois sont à chaque fois présents dans l'organisation des Canadiens.
Avant le début de la saison 1960-1961, Maurice Richard annonce sa retraite ; malgré une première place à l'issue de la saison régulière, le quintuple champion en titre de la coupe Stanley est éliminé dès le premier tour des séries contre l'équipe de Chicago, future championne de la Coupe et menée par Bobby Hull, Murray Balfour, Bill Hay et Stan Mikita. L'équipe des Maple Leafs est de retour aux sommets en cette première partie des années 1960 avec trois titres consécutifs en 1962, 1963 et 1964 d'abord contre Chicago puis deux fois contre Détroit. Premiers de la saison 1964-1965, les Red Wings sont éliminés au premier tour des séries 1965 en sept rencontres et ce sont les Canadiens de Montréal qui sont sacrés champions en sept matchs également. Cette saison est la première d'un nouveau trophée remis spécialement pour le meilleur joueur des séries, le trophée Conn-Smythe, dont Jean Béliveau, capitaine de l'équipe championne, est le premier récipiendaire. Malgré une défaite en finale des séries suivantes de Détroit, leur gardien, Roger Crozier, remporte le trophée, alors que Montréal gagne sa 14e coupe Stanley. La victoire est acquise en six rencontres, le dernier match se terminant en prolongation sur un but de Henri Richard. Le titre de champion de 1967 revient aux Maple Leafs de Toronto menés par leur joueur centre, Dave Keon, récipiendaire du trophée Conn-Smythe.
Au cours des années 1960, les équipes des ligues mineures, notamment les équipes des États-Unis, deviennent de plus en plus compétitives. La Western Hockey League prend de plus en plus d'importance, menace même de devenir une ligue professionnelle et ainsi d'avoir un droit sur la coupe Stanley ce qui pousse la LNH, pour la première fois depuis les années 1920, à accueillir six nouvelles franchises pour la saison 1967-1968.

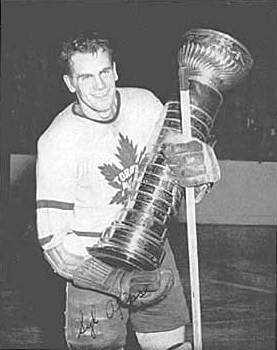
Syl Apps et la coupe Stanley en 1942
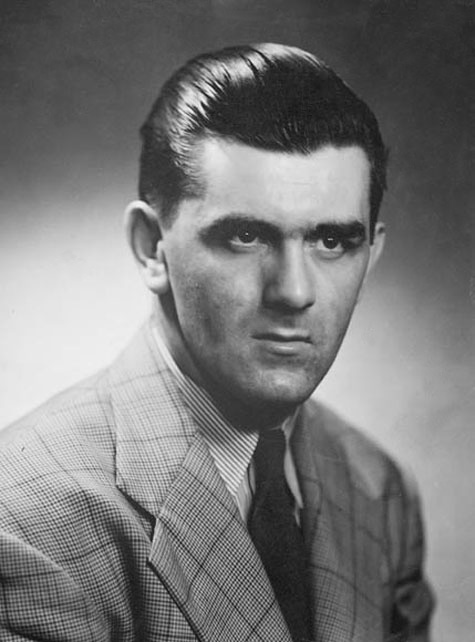
Maurice Richard remporte la coupe Stanley avec Montréal en 1944, 1946, 1953, 1956, 1957, 1958, 1959 et 1960.
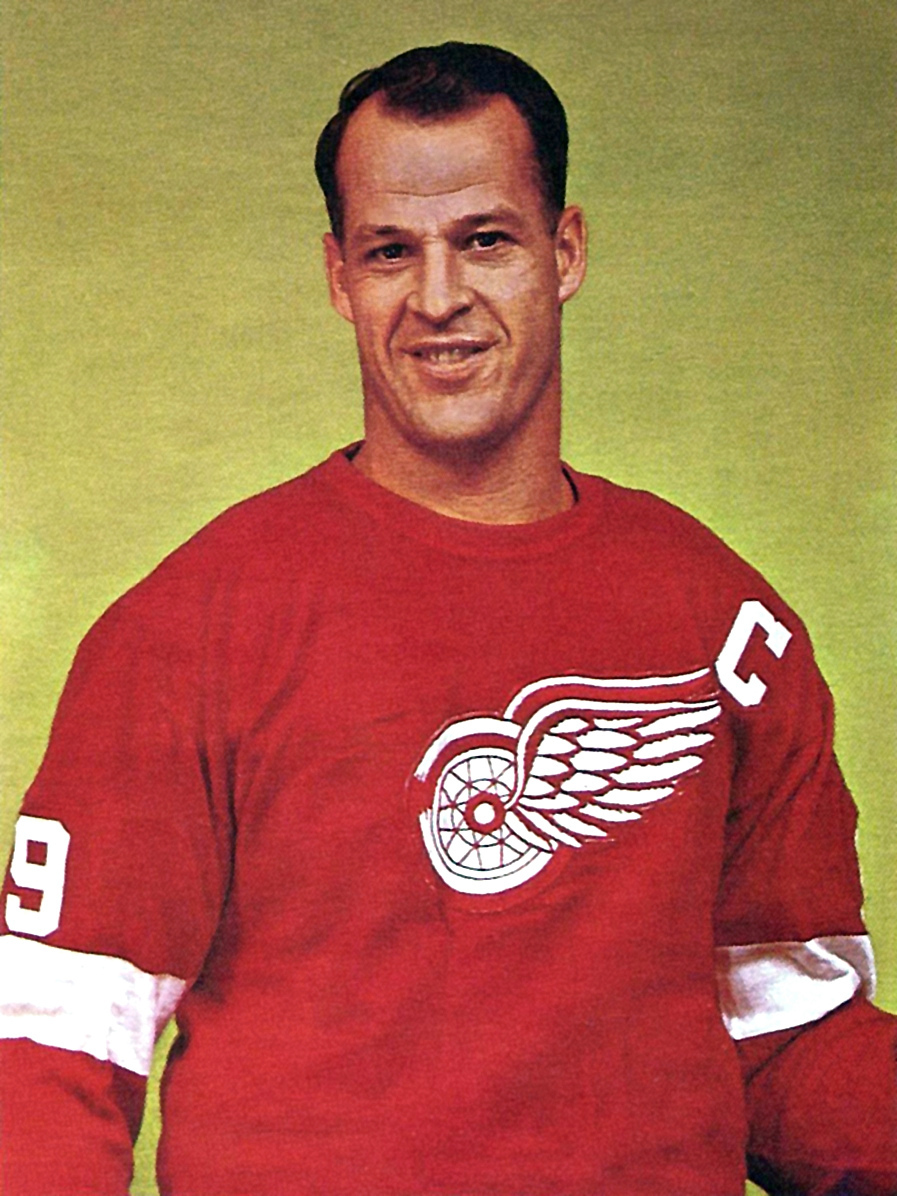
Gordie Howe remporte la coupe Stanley avec Détroit en 1950, 1952, 1954 et 1955.
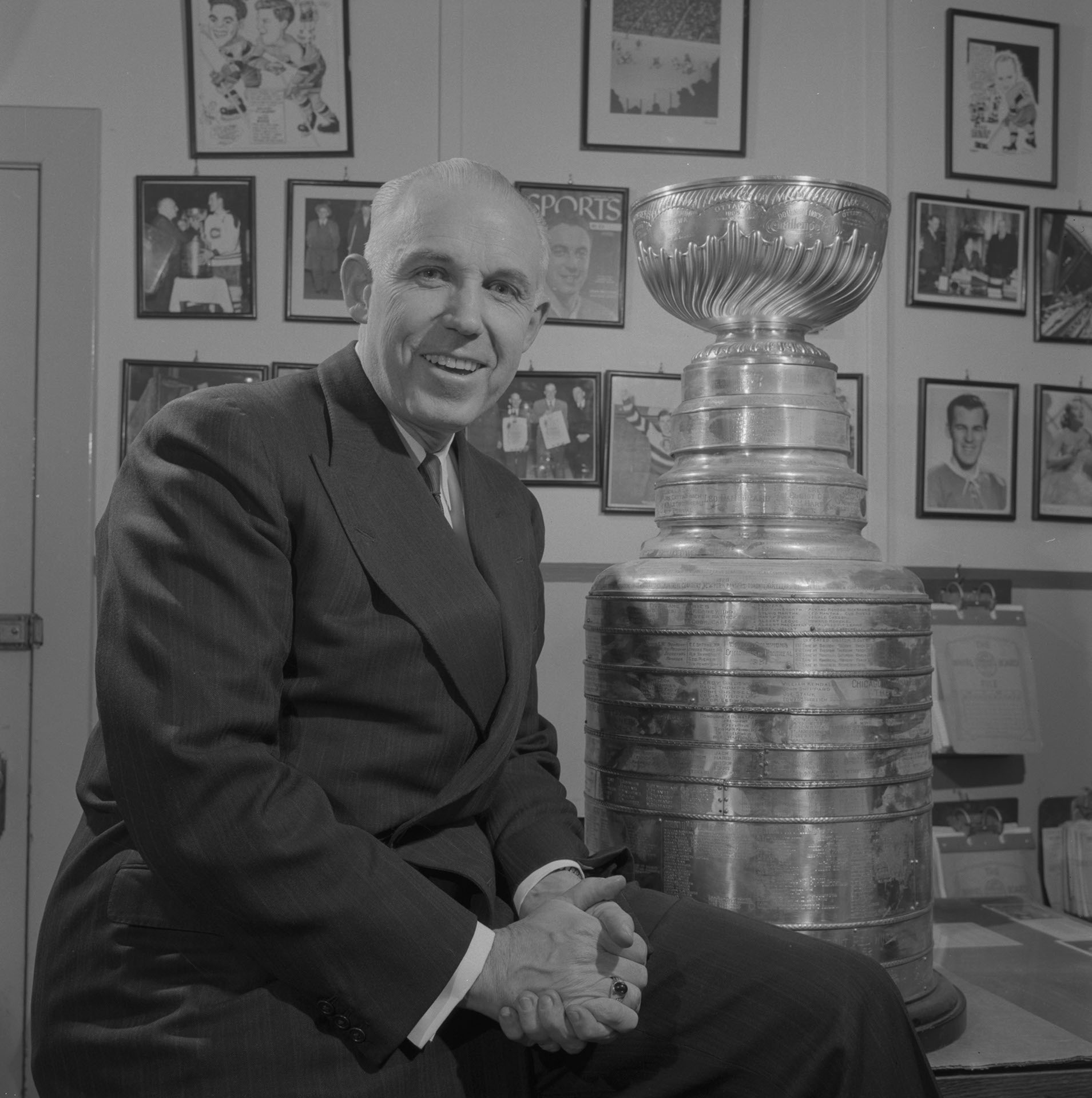
Clarence Campbell, président de la LNH entre 1946 et 1977, ici en 1957 avec la coupe Stanley.

#### Les expansions (1968-2000)
| Année | Champion               | Finaliste                | Résultat |
| ----- | ---------------------- | ------------------------ | -------- |
| 1968  | Canadiens de Montréal  | Blues de Saint-Louis     | 4-0      |
| 1969  | Canadiens de Montréal  | Blues de Saint-Louis     | 4-0      |
| 1970  | Bruins de Boston       | Blues de Saint-Louis     | 4-0      |
| 1971  | Canadiens de Montréal  | Black Hawks de Chicago   | 4-3      |
| 1972  | Bruins de Boston       | Rangers de New York      | 4-2      |
| 1973  | Canadiens de Montréal  | Black Hawks de Chicago   | 4-2      |
| 1974  | Flyers de Philadelphie | Bruins de Boston         | 4-2      |
| 1975  | Flyers de Philadelphie | Sabres de Buffalo        | 4-2      |
| 1976  | Canadiens de Montréal  | Flyers de Philadelphie   | 4-0      |
| 1977  | Canadiens de Montréal  | Bruins de Boston         | 4-0      |
| 1978  | Canadiens de Montréal  | Bruins de Boston         | 4-2      |
| 1979  | Canadiens de Montréal  | Rangers de New York      | 4-1      |
| 1980  | Islanders de New York  | Flyers de Philadelphie   | 4-2      |
| 1981  | Islanders de New York  | North Stars du Minnesota | 4-1      |
| 1982  | Islanders de New York  | Canucks de Vancouver     | 4-0      |
| 1983  | Islanders de New York  | Oilers d'Edmonton        | 4-0      |
| 1984  | Oilers d'Edmonton      | Islanders de New York    | 4-1      |
| 1985  | Oilers d'Edmonton      | Flyers de Philadelphie   | 4-1      |
| 1986  | Canadiens de Montréal  | Flames de Calgary        | 4-1      |
| 1987  | Oilers d'Edmonton      | Flyers de Philadelphie   | 4-3      |
| 1988  | Oilers d'Edmonton      | Bruins de Boston         | 4-0      |
| 1989  | Flames de Calgary      | Canadiens de Montréal    | 4-2      |
| 1990  | Oilers d'Edmonton      | Bruins de Boston         | 4-1      |
| 1991  | Penguins de Pittsburgh | North Stars du Minnesota | 4-2      |
| 1992  | Penguins de Pittsburgh | Blackhawks de Chicago    | 4-0      |
| 1993  | Canadiens de Montréal  | Kings de Los Angeles     | 4-1      |
| 1994  | Rangers de New York    | Canucks de Vancouver     | 4-3      |
| 1995  | Devils du New Jersey   | Red Wings de Détroit     | 4-0      |
| 1996  | Avalanche du Colorado  | Panthers de la Floride   | 4-0      |
| 1997  | Red Wings de Détroit   | Flyers de Philadelphie   | 4-0      |
| 1998  | Red Wings de Détroit   | Capitals de Washington   | 4-0      |
| 1999  | Stars de Dallas        | Sabres de Buffalo        | 4-2      |
| 2000  | Devils du New Jersey   | Stars de Dallas          | 4-2      |

Cet ajout de six franchises fait changer le format des séries éliminatoires auquel est ajouté un tour supplémentaire. Deux divisions de six équipes sont créées et les quatre meilleures de chacune des divisions jouent un premier tour, premier contre troisième et deuxième contre quatrième. Une finale de division précède donc la finale de la Coupe Stanley et cette première édition voit la victoire des Canadiens de Montréal sur les Blues de Saint-Louis en quatre matchs sans réponse. Comme en 1966 et malgré la défaite sèche des Blues, Glenn Hall, leur gardien de but, est mis en avant en recevant le trophée Conn-Smythe. La finale 1969 est la même que la précédente avec une nouvelle victoire 4-0 de Montréal, le défenseur de l'équipe, Serge Savard recevant le trophée du joueur le plus utile des séries.
En 1966, un jeune défenseur fait ses débuts avec les Bruins, Bobby Orr. En 1970, il marque la LNH de son empreinte en recevant les trophées du meilleur défenseur, du meilleur joueur de la saison régulière, du meilleur pointeur, le Conn-Smythe ainsi que la coupe Stanley, Saint-Louis étant pour la troisième année consécutive battue en finale 4-0. Lors du quatrième match, Orr marque le but vainqueur après 40 secondes de jeu en prolongation ; le jeune joueur de 22 ans est déséquilibré juste après par un défenseur des Blues, Noel Picard, et tombe en avant. Une photographie prise par Ray Lussier d'Orr en train de tomber les bras levés en signe de victoire commémore l'événement et est une des photographies les plus connues du monde du hockey,.
La saison 1970-1971 voit l'arrivée de deux nouvelles équipes dans la LNH qui compte désormais 7 franchises dans chaque division mais toujours avec huit équipes qualifiées pour les séries. Montréal bat Boston au premier tour puis les North Stars du Minnesota avant de remporter une nouvelle coupe Stanley en sept rencontres contre Chicago. Au cours du septième match, les Canadiens sont menés 2-0 avant d'égaliser grâce à Jacques Lemaire et Henri Richard. Ce dernier donne la victoire aux Canadiens 3-2 avec son deuxième but du match en troisième période. Orr conduit les Bruins à une nouvelle coupe Stanley en 1972 lors d'une victoire 4-2 en finale contre les Rangers avec, pour le dernier match, un blanchissage de Gerry Cheevers, un but d'Orr et deux de Wayne Cashman.
Entretemps, le 10 juin 1971, une nouvelle ligue professionnelle voit le jour en Amérique du Nord : l'Association mondiale de hockey. Devant cette nouvelle concurrence, la LNH réalise une nouvelle expansion en 1972 avec l'ajout de deux équipes pour la saison 1972-1973. Avec Montréal, Henri Richard remporte sa onzième coupe Stanley personnelle contre les Rangers à l'issue des séries de 1973, un record pour un joueur. Orr et les Bruins sont bien partis pour remporter une troisième coupe Stanley lors des séries éliminatoires de 1974 mais ils sont battus en finale par les Flyers de Philadelphie et ses Broad Street Bullies, formation qui terrorise les joueurs adverses par leur jeu physique. Les Flyers deviennent la première équipe issue d'une expansion à remporter la coupe Stanley.
La LNH continue son extension en 1974 avec l'ajout de deux franchises pour un total de 18 formations réparties en quatre divisions. Un nouveau format est adopté pour les séries éliminatoires : les trois premières équipes de chaque division sont qualifiées pour les séries, les champions de division étant exemptés de premier tour. Pour ce premier tour joué au meilleur des 3 matchs, un classements des deuxième et troisième équipes des divisions est établi selon le nombre de points marqués en saison. La première équipe de ce classement rencontre la huitième, la deuxième est confrontée à la septième, la troisième à la sixième et la quatrième à la cinquième. Pour le deuxième tour, les équipes se rencontrent à nouveau en fonction des résultats de la saison régulière. Emmenés par Bernie Parent dans les buts, les Flyers réalisent le doublé en dominant en finale les Sabres de Buffalo 4-2. Les Broad Street Bullies atteignent également la finale l'année suivante mais ils sont battus en quatre matchs sans réponse par les Canadiens de Montréal menés par des joueurs comme Guy Lafleur et Steve Shutt en attaque ou encore Larry Robinson en défense. C'est le début d'une nouvelle période faste pour les Canadiens qui remportent quatre Coupes consécutives : 4-0 en 1976, 4-0 en 1977 contre les Bruins, 4-2 en 1978 encore contre les Bruins et enfin 4-1 en 1979 contre les Rangers.
Après sept saisons, l'AMH ne parvient pas à survivre aux côtés de la LNH et après sa dissolution, quatre de ses équipes rejoignent les rangs de la LNH qui compte désormais 21 formations. C'est également l'occasion pour la LNH d'accueillir celui qui va devenir un de ses meilleurs joueurs de tous les temps : Wayne Gretzky. Les séries éliminatoires de la Coupe Stanley 1980 adoptent un nouveau format afin d'accueillir un plus grand nombre d'équipes ; 16 franchises sont désormais qualifiées avec un premier tour au meilleur des 5 matchs. Les vainqueurs disputent ensuite les quarts de finale, les demi-finales puis la finale de la Coupe Stanley au meilleur des 7 matchs. Cette dernière se joue entre les Islanders de New York et les Flyers de Philadelphie. Malgré la première place de ces derniers au cours de la saison régulière, ce sont les Islanders qui sortent victorieux après six rencontres. Cette victoire qui semble surprenante au regard du classement (premier contre cinquième) est en fait symptomatique de la montée en puissance des Islanders qui gagnent les trois finales suivantes : 4-1 en 1981 contre les North Stars du Minnesota, 4-0 en 1982 contre les Canucks de Vancouver et enfin 4-0 en 1983 contre les Oilers d'Edmonton. L'équipe compte alors dans ses rangs des joueurs comme Butch Goring, Mike Bossy, Denis Potvin ou encore Bryan Trottier, le tout sous la direction de l'entraîneur canadien, Al Arbour.
La finale de la série 1984 est la revanche de la finale précédente entre les Islanders et les Oilers mais ces derniers dominent de plus en plus la LNH après avoir finis premiers avec 15 points d'avance sur les deuxièmes. L'équipe de Gretzky remporte un second trophée consécutif en 1985, 4 rencontres à 1 contre les Flyers de Philadelphie. Les Oilers ne parviennent pas à enchaîner une troisième victoire en 1986 en étant éliminés par les Flames de Calgary en demi-finale de division. Les Flames sont ensuite battus par les Canadiens de Montréal guidés par leur nouveau gardien de but, Patrick Roy. Gretzky et les Oilers sont de retour en finale des séries 1987, une nouvelle fois contre les Flyers de Philadelphie. Sept matchs sont nécessaires pour voir les Oilers gagner une troisième coupe Stanley en quatre ans. Pour la première fois depuis 1981, Gretkzy n'est pas durant la saison 1987-1988 le meilleur pointeur, il est battu par Mario Lemieux des Penguins de Pittsburgh alors que les Oilers sont battus au classement de la saison régulière par les Flames et les Canadiens. Malgré tout, l'équipe de Gretkzy remporte les séries 1988 en battant les Bruins de Boston 4-0 même si le match numéro 4 est reporté en raison d'un problème électrique.
Les Flames de Calgary finissent premiers de la saison régulière puis remportent la finale des séries suivantes face aux Canadiens de Montréal. Ils sont menés par Al MacInnis, défenseur mais également meilleur pointeur des séries avec un total de 31 points puis récipiendaire du trophée Conn-Smythe. Malgré le départ de Gretzky pour les Kings de Los Angeles en août 1988, les Oilers remportent une nouvelle coupe Stanley à l'issue des séries de 1990 en s'appuyant sur leur gardien de but, Bill Ranford, et en battant les joueurs de Boston en cinq matchs. Les séries 1991 et 1992 voient deux victoires en Coupe Stanley pour les Penguins de Pittsburgh. La victoire de 1991 est décrochée contre Minnesota 4-2 avec un dernier match se terminant avec un blanchissage de Tom Barrasso sur le score de 8-0, le plus haut total depuis la finale de 1905. En 1992, les Penguins battent Chicago en quatre matchs sans réponse. Lemieux reçoit les deux années le trophée Conn-Smythe même s'il considère que son gardien aurait dû le gagner lors du deuxième titre. Meilleure équipe de la saison suivante, les Penguins sont éliminés dès le deuxième tour des séries éliminatoires par les Islanders de New York. Ces derniers perdent au tour suivant face aux Canadiens de Montréal qui remportent quelques semaines plus tard leur 24e coupe Stanley contre l'équipe des Kings et leur vedette Wayne Gretzky.
Entre 1991 et 1993, la LNH continue ses expansions en ajoutant cinq équipes dont une nouvelle franchise pour la ville d'Ottawa qui reprend le même nom que l'ancienne équipe à succès du début du XXe siècle, les Sénateurs. La Ligue nationale de hockey compte désormais 26 équipes mais le format des séries reste inchangé. La finale 1994 des séries éliminatoires est une opposition entre les Rangers de New York et les Canucks de Vancouver et après 54 ans sans succès, les Rangers menés par Brian Leetch et Mark Messier mettent la main sur la quatrième coupe Stanley de leur histoire. Le début de la saison 1994-1995 de la LNH est retardé en raison d'un manque d'accord entre les propriétaires des équipes et les joueurs. Le lock-out prend fin après 103 jours de grève et voit les Red Wings de Détroit finir à la première place de la saison régulière. Bien que favoris, ils sont battus en finale des séries par les Devils du New Jersey en quatre matchs secs. À la fin de cette saison, les Nordiques de Québec, équipe ayant rejoint la LNH lors de l'expansion de 1979, déménage et devient l'Avalanche du Colorado. Menée par Joe Sakic, Peter Forsberg et Valeri Kamenski, l'équipe remporte les séries éliminatoires de la Coupe Stanley 1996 4-0 contre les Panthers de la Floride. Colorado finit premier de la saison suivante mais ne parvient pas à battre les Red Wings en finale d'association. Ces derniers remportent ensuite la Coupe en battant les Flyers qui comptent dans leurs rangs Eric Lindros, meilleur pointeur 1997 des séries. Détroit gagne alors sa huitième coupe Stanley, la première depuis 42 ans. L'équipe remporte sa neuvième coupe Stanley la saison suivante. À cette occasion, Steve Yzerman, le capitaine emblématique de la franchise remet le trophée à Vladimir Konstantinov dont la carrière a pris fin quelques semaines après la conquête de 1997 au cours d'un accident de voiture.
La saison 1998-1999 voit l'incorporation d'une nouvelle franchise alors que les séries 1999 sont dominées par la meilleure formation de la saison régulière, les Stars de Dallas ; ils battent en finale les Sabres de Buffalo, sixième formation de l'association de l'Est. Pour la saison suivante, une nouvelle équipe rejoint la LNH qui compte maintenant 28 formations et ce sont les Devils du New Jersey qui remportent la coupe en battant en finale les Stars 4 rencontres à 2. La victoire est acquise à la suite d'un but inscrit lors de la deuxième prolongation du sixième match par Jason Arnott. Avec l'ajout des Blue Jackets de Columbus et du Wild du Minnesota, la LNH connaît sa dernière expansion en date, passant ainsi pour la saison 2000-2001 à 30 formations.

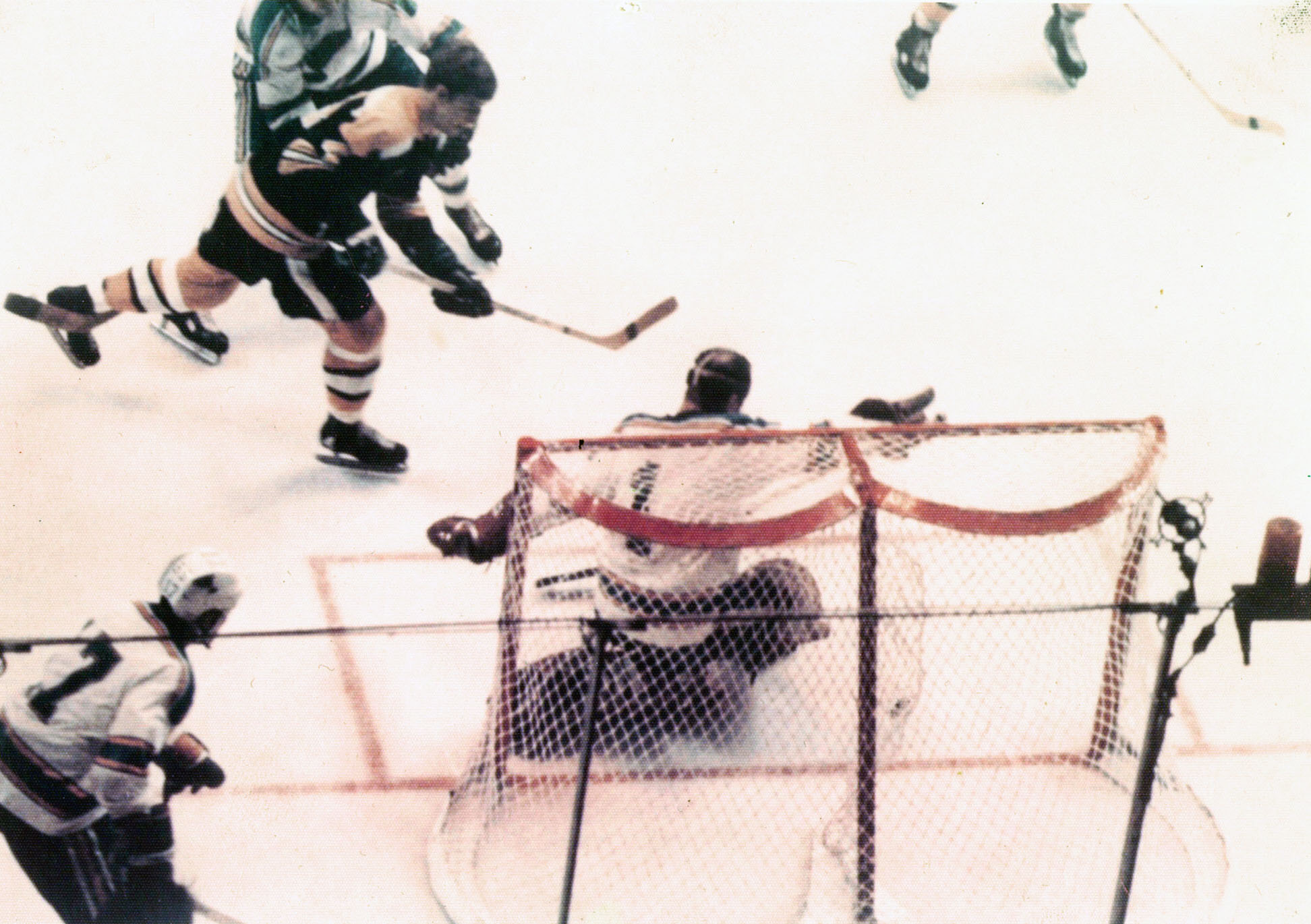
Bobby Orr marque le but de la victoire contre les Blues de Saint-Louis en finale de la Coupe Stanley en 1970.
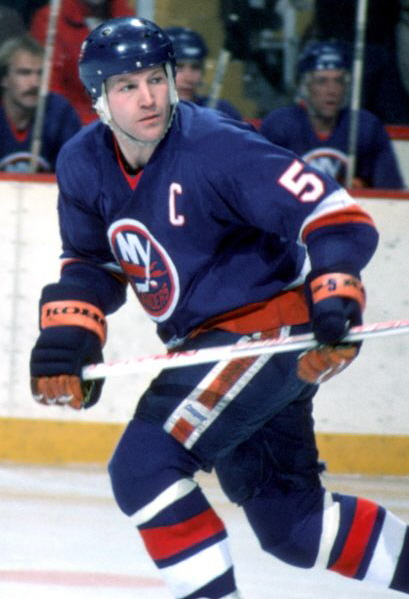
Denis Potvin, capitaine des Islanders, mène son équipe à la victoire en 1980, 1981, 1982 et 1983.
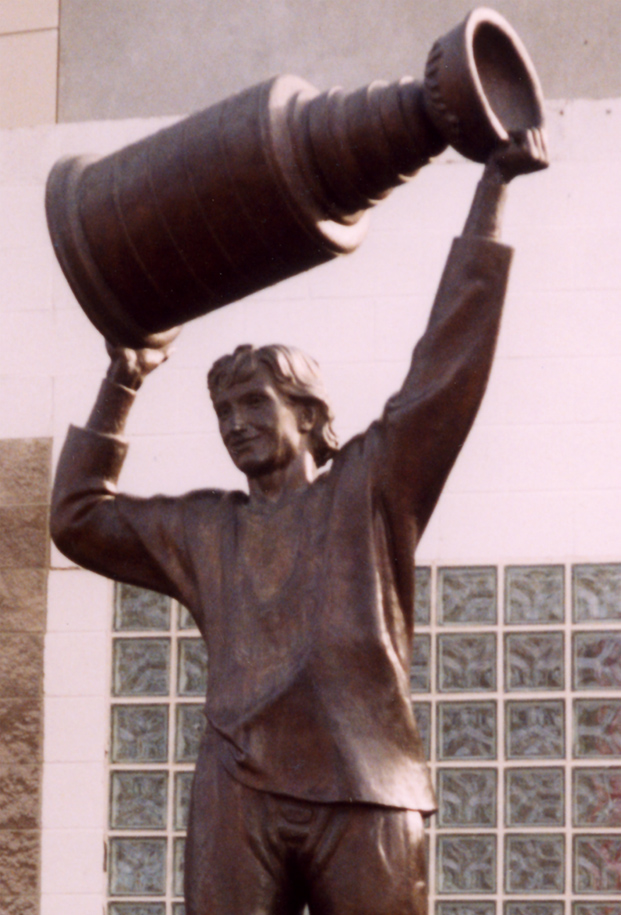
Statue de Wayne Gretzky, vainqueur de la coupe Stanley en 1984, 1985, 1987 et 1988.

#### Les temps modernes (depuis 2001)
| Année | Champion                                          | Finaliste                                         | Résultat                                          |
| ----- | ------------------------------------------------- | ------------------------------------------------- | ------------------------------------------------- |
| 2001  | Avalanche du Colorado                             | Devils du New Jersey                              | 4-3                                               |
| 2002  | Red Wings de Détroit                              | Hurricanes de la Caroline                         | 4-1                                               |
| 2003  | Devils du New Jersey                              | Mighty Ducks d'Anaheim                            | 4-3                                               |
| 2004  | Lightning de Tampa Bay                            | Flames de Calgary                                 | 4-3                                               |
| 2005  | Saison et séries annulées en raison d'un lock-out | Saison et séries annulées en raison d'un lock-out | Saison et séries annulées en raison d'un lock-out |
| 2006  | Hurricanes de la Caroline                         | Oilers d'Edmonton                                 | 4-3                                               |
| 2007  | Ducks d'Anaheim                                   | Sénateurs d'Ottawa                                | 4-1                                               |
| 2008  | Red Wings de Détroit                              | Penguins de Pittsburgh                            | 4-2                                               |
| 2009  | Penguins de Pittsburgh                            | Red Wings de Détroit                              | 4-3                                               |
| 2010  | Blackhawks de Chicago                             | Flyers de Philadelphie                            | 4-2                                               |
| 2011  | Bruins de Boston                                  | Canucks de Vancouver                              | 4-3                                               |
| 2012  | Kings de Los Angeles                              | Devils du New Jersey                              | 4-2                                               |
| 2013  | Blackhawks de Chicago                             | Bruins de Boston                                  | 4-2                                               |
| 2014  | Kings de Los Angeles                              | Rangers de New York                               | 4-1                                               |
| 2015  | Blackhawks de Chicago                             | Lightning de Tampa Bay                            | 4-2                                               |
| 2016  | Penguins de Pittsburgh                            | Sharks de San José                                | 4-2                                               |
| 2017  | Penguins de Pittsburgh                            | Predators de Nashville                            | 4-2                                               |
| 2018  | Capitals de Washington                            | Golden Knights de Vegas                           | 4-1                                               |
| 2019  | Blues de Saint-Louis                              | Bruins de Boston                                  | 4-3                                               |
| 2020  | Lightning de Tampa Bay                            | Stars de Dallas                                   | 4-2                                               |
| 2021  | Lightning de Tampa Bay                            | Canadiens de Montréal                             | 4-1                                               |
| 2022  | Avalanche du Colorado                             | Lightning de Tampa Bay                            | 4-2                                               |
| 2023  | Golden Knights de Vegas                           | Panthers de la Floride                            | 4-1                                               |
| 2024  | Panthers de la Floride                            | Oilers d'Edmonton                                 | 4-3                                               |
| 2025  | Panthers de la Floride                            | Oilers d'Edmonton                                 | 4-2                                               |

La première finale de la ligue à 30 équipes oppose les Devils du New Jersey à l'Avalanche du Colorado, les deux meilleures équipes de la saison régulière. L'Avalanche remporte sa deuxième coupe Stanley en 7 matchs avec dans ses rangs, le défenseur Raymond Bourque, vétéran de 22 saisons LNH, qui remporte la première coupe de sa carrière. En 2002, le défenseur suédois Nicklas Lidström remporte avec Détroit sa troisième coupe Stanley ainsi que le trophée Conn-Smythe alors que son équipe bat les Hurricanes de la Caroline en cinq rencontres. Dans le même temps, Scotty Bowman, entraîneur de Détroit, gagne sa neuvième coupe à ce poste, un record de la LNH. Les Devils sont de retour en finale lors des séries de 2003 et cette fois, ils battent en sept rencontres les Mighty Ducks d'Anaheim, septième équipe de l'Ouest et menés par leur gardien Jean-Sébastien Giguère qui reçoit le Conn Smythe. En 2003-2004, le Lightning de Tampa Bay, qui compte dans ses rangs le meilleur pointeur de la saison Martin St-Louis, finit en tête de l'Association de l'Est. La franchise est opposée en finale aux Flames de Calgary qui, comme les Mighty Ducks l'année précédente, sont assez loin dans le classement, sixièmes. L'équipe de Tampa s'impose en sept rencontres avec une victoire finale 2-1, les deux buts étant inscrits par Rouslan Fedotenko. Après 1 597 matchs en saison régulière, Dave Andreychuk gagne sa première coupe Stanley.
En septembre 2004, un conflit oppose les joueurs et les propriétaires des franchises à propos des conventions collectives. Un lock-out débute et, finalement, le 16 février 2005, la LNH annule l'intégralité de la saison 2004-2005. La coupe Stanley n'est donc pas décernée à la fin de l'année alors que certains se demandent si le contrôle exclusif de la Coupe doit être détenu par la LNH. Adrienne Clarkson, gouverneur général du Canada, propose comme alternative que la Coupe soit remise à la meilleure équipe féminine. Sa proposition n'étant pas retenue, elle met en place la Coupe Clarkson pour remplir cette fonction. Dans le même temps, un groupe de l'Ontario, connu sous le nom de Wednesday Nighters, dépose une requête auprès de la cour supérieure de la province, affirmant que les administrateurs de la coupe ont outrepassé leurs prérogatives en signant en 1947 un accord avec la LNH donnant à celle-ci le contrôle du trophée et doivent dès lors décerner la récompense sans prendre en compte un possible lock-out. Le 7 février 2006, une solution est trouvée dans laquelle le trophée peut être remis à une équipe non-membre de la LNH si cette dernière n'opère pas lors d'une saison. Le conflit dure si longtemps que lorsque celui-ci trouve une résolution, la LNH a repris ses opérations pour la saison 2005-2006 et la coupe Stanley est officiellement non attribuée pour l'année 2004-2005.
Au cours des séries 2006, la finale oppose les Oilers aux Hurricanes et ces derniers s'imposent en 7 rencontres pour remporter la première coupe de l'équipe qui est la continuité des Whalers de Hartford. Les Ducks d'Anaheim sont couronnés à l'issue des séries 2007 en battant les Sénateurs d'Ottawa en cinq matchs ; Scott Niedermayer, ancien joueur des Devils et capitaine des Ducks gagne la quatrième coupe Stanley de sa carrière aux côtés de son cadet, Rob Niedermayer.
En 2008 et 2009, la finale de la Coupe Stanley oppose les Red Wings de Détroit aux Penguins de Pittsburgh. Henrik Zetterberg, Pavel Datsiouk et Nicklas Lidström remportent la première confrontation en six matchs alors que les Penguins, désormais propriété de Mario Lemieux et menés par Sidney Crosby, gagnent la seconde en sept rencontres. À l'âge de 21 ans, Crosby devient le plus jeune capitaine de l'histoire de la LNH à remporter la coupe Stanley. Les premiers tours des séries 2010 voient les éliminations des meilleures équipes de l'Est par les Canadiens et les Flyers, respectivement 8e et 7e de l'association. Dans l'autre association, les Blackhawks de Chicago parviennent à la finale en battant le champion de l'Ouest en demi-finale, les Sharks de San José. La finale oppose les Flyers aux joueurs de Chicago que leur capitaine, Jonathan Toews, mène à la victoire, 49 ans après la précédente. Marián Hossa remporte également la coupe Stanley après avoir perdu deux fois en finale lors des saisons précédentes : en 2008 avec les Penguins et en 2009 avec les Red Wings.
Lors des séries suivantes, c'est au tour des Bruins de Boston de mettre fin à de longues années sans victoires avec le premier titre depuis 39 ans en battant les Canucks en sept rencontres dont la dernière sur un blanchissage 4-0 de leur gardien Timothy Thomas, nommé meilleur joueur des séries. Régulièrement, une équipe du bas du classement parvient à surprendre les autres équipes lors des séries mais rarement l'équipe arrive à ses fins. Les Kings de Los Angeles parviennent à réussir l'exploit de battre tous les adversaires qu'ils affrontent lors des séries de 2012 ; ils deviennent l'équipe la moins bien classée de l'histoire de la LNH à remporter la coupe, la première de leur histoire. Chicago et Boston se retrouvent en finale des séries 2013 et Toews et les siens remportent une deuxième coupe Stanley trois ans après la précédente, Dave Bolland inscrivant le but de la victoire et de la Coupe Stanley à 59 secondes de la fin du sixième match.
En mars 2013, la LNH décide d'abandonner les six divisions pour revenir à quatre divisions pour toujours deux associations. L'association de l'Ouest est composée de 14 équipes alors que celle de l'Est comporte 16 franchises. Les trois premiers de chaque division sont qualifiés ainsi que les équipes classées aux 7e et 8e places de chaque association, sans distinction de division. La meilleure équipe de chaque association rencontre la 8e et la première équipe de l'autre division rencontre la 7e. Les équipes classées aux 2e et 3e places de chaque division se rencontrent dans la partie de tableau où se situe le champion de leur division. La finale 2014 de la Coupe Stanley oppose les Rangers aux Kings. Ces derniers mettent la main sur une deuxième coupe Stanley en deux ans lors du cinquième match avec une victoire 3-2 après deux prolongations et un but victorieux inscrit par Alec Martinez. Lors des séries de 2015, c'est au tour de Chicago de remporter une nouvelle coupe, la troisième en six ans, en battant Tampa Bay en six matchs. Les Penguins de Pittsburgh remportent leur quatrième et cinquième coupe Stanley en 2016 et 2017. Ils sont la première équipe à remporter la finale deux années de suite depuis 19 ans.
En 2018, les Golden Knights de Vegas atteignent la finale lors de leur saison inaugurale mais s'inclinent face aux Capitals de Washington. Ils imitent ainsi les Blues de Saint-Louis, eux aussi finalistes en 1968 pour leur première campagne. Le printemps suivant, ces derniers deviennent la deuxième équipe consécutive à soulever la Coupe pour la première fois, grâce à une victoire lors de la rencontre décisive sur la glace des Bruins de Boston.

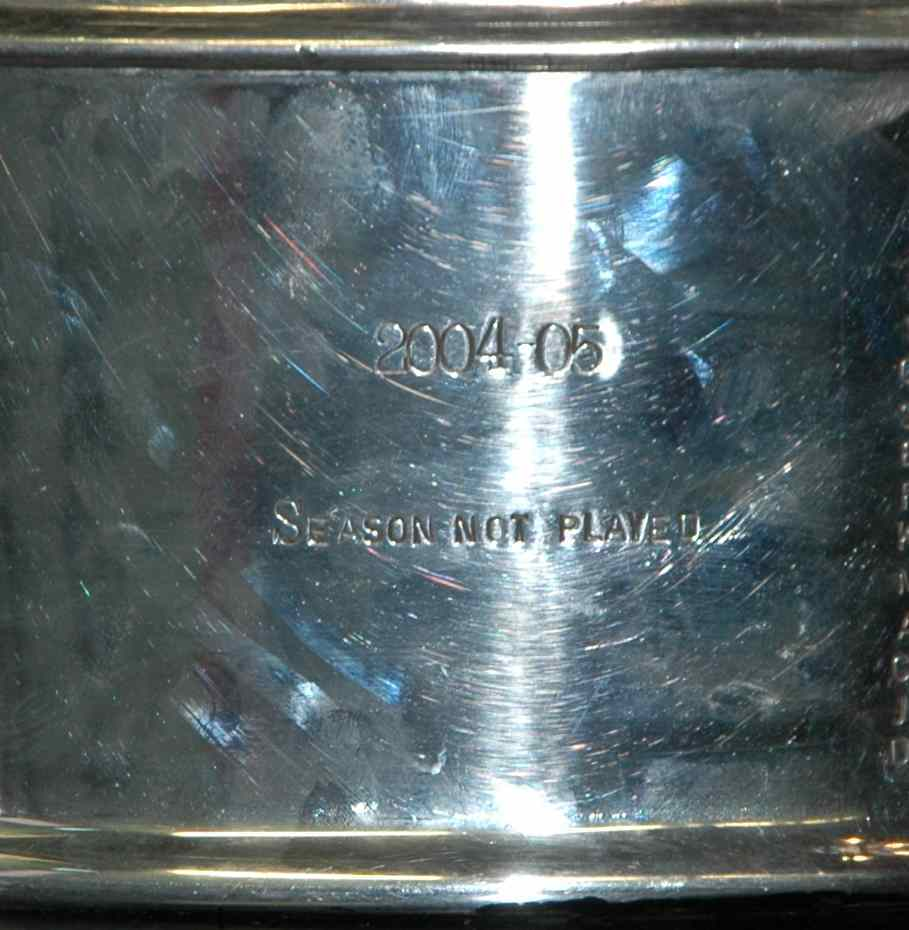
Les mots « 2004-2005 Saison non jouée » (en anglais : 2004-05 Season Not Played) sur la coupe Stanley.
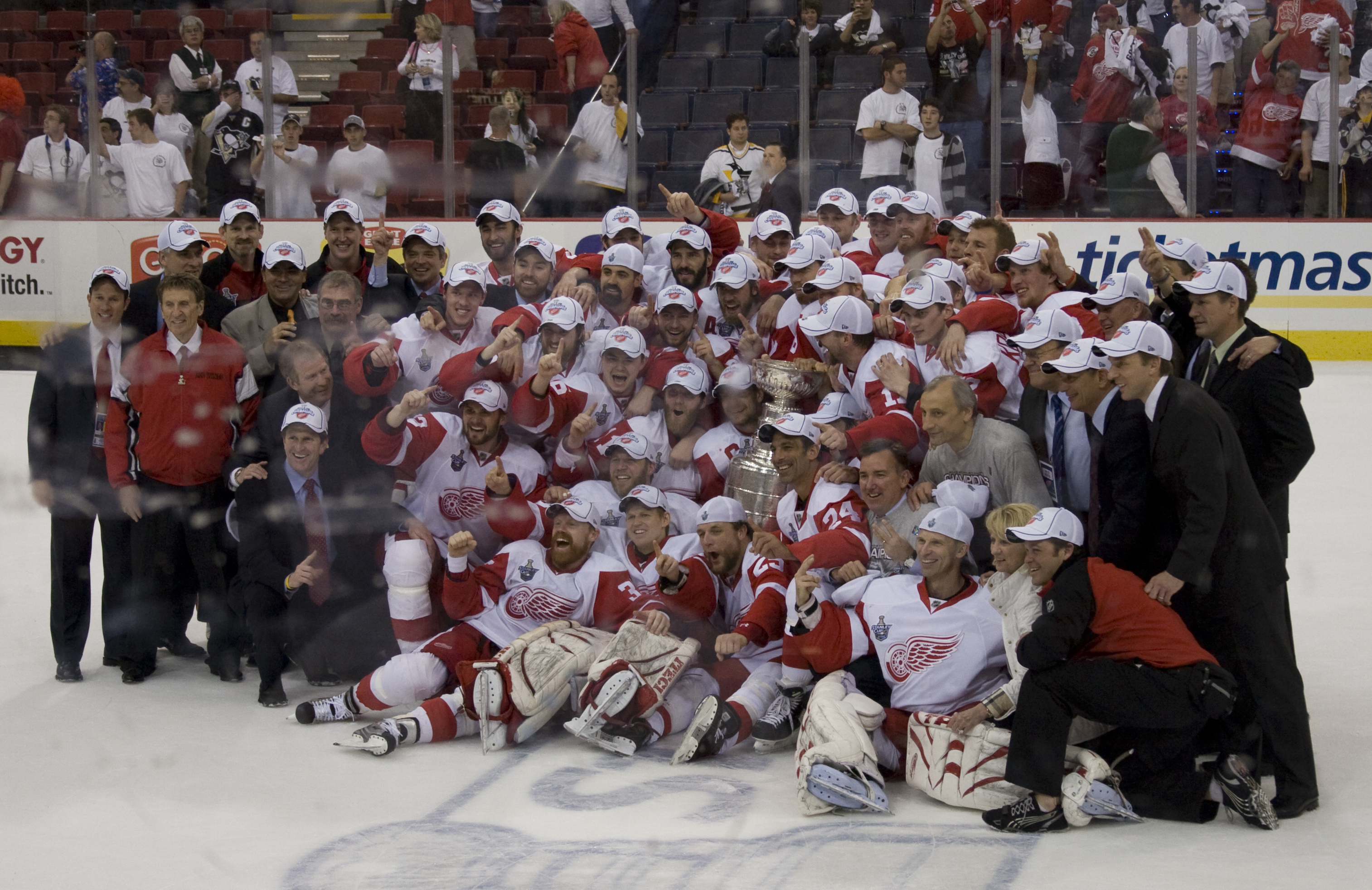
L'équipe des Red Wings de Détroit, vainqueur 2008 de la Coupe Stanley.
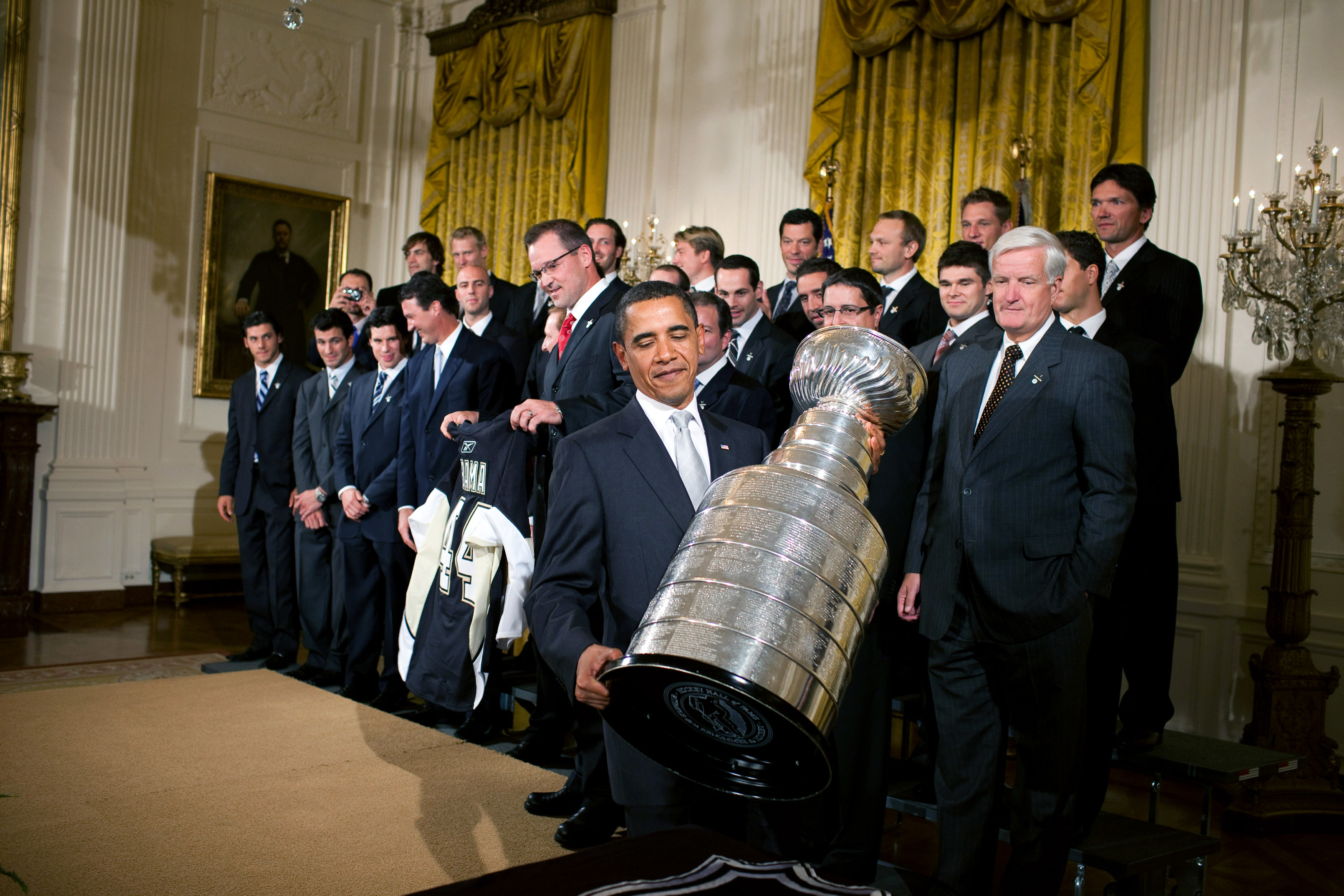
Barack Obama, 44e président des États-Unis et la coupe Stanley en 2009.
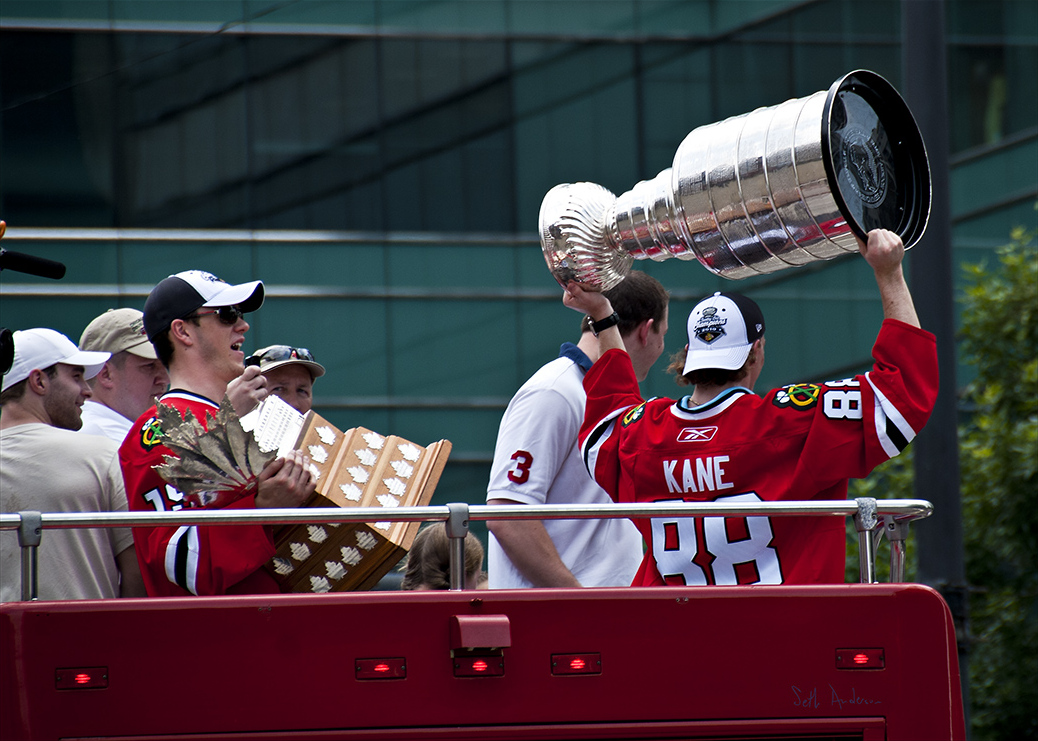
Jonathan Toews tenant le trophée Conn-Smythe et Patrick Kane levant la coupe Stanley à la suite de la victoire de Chicago en 2010.

## Pièces commémoratives du125eanniversaire
Le 17 mars 2017, à l'occasion du 125e anniversaire de la coupe Stanley, la Monnaie royale canadienne a produit et lancé deux pièces commémoratives.

## Les administrateurs de la coupe Stanley
Cette section présente les administrateurs de la coupe Stanley, en anglais trustees.
| Nom                    | Période                              | Nommé par      |
| ---------------------- | ------------------------------------ | -------------- |
| Sheriff John Sweetland | de 1893 au 5 mai 1907                | Lord Stanley   |
| Philip D. Ross         | de 1893 au 5 juillet 1940            | Lord Stanley   |
| William Foran          | du 6 mai 1907 au 30 novembre 1945    | Philip D. Ross |
| Cooper Smeaton         | du 24 février 1946 au 3 octobre 1978 | Philip D. Ross |
| Norman Dutton          | du 3 mars 1950 au 15 mars 1987       | Cooper Smeaton |
| Clarence Campbell      | du 19 janvier 1979 au 24 juin 1984   | Norman Dutton  |
| Willard Estey          | du 16 août 1984 au 25 janvier 2002   | Norman Dutton  |
| Brian O'Neill          | depuis le 5 mai 1988                 | Willard Estey  |
| Ian Morrison           | depuis le 18 mars 2002               | Brian O'Neill  |

## La coupe Stanley et les noms gravés
La version originale de la coupe est un bol en argent faisant 18,5 cm de hauteur par 29 cm de diamètre. Au fil des années, des anneaux sont ajoutés pour que les équipes gravent les noms des vainqueurs dessus. La coupe Stanley prend l'aspect d'un trophée allongé et est alors régulièrement surnommée Stovepipe Cup, la coupe « tuyau de poêle », alors que les équipes ajoutent un anneau pour leur sacre au plus près du bol, descendant les autres équipes vers le bas. En 1962, il est demandé par la LNH au bijoutier Carl Petersen de Montréal de faire une nouvelle version du trophée afin d'abandonner cette forme assez peu commune,. La version originale est tout de même toujours remise jusqu'en 1970. Elle est conservée depuis au Temple de la renommée du hockey.
La version actuellement remise est en acier et en alliage de nickel ; elle mesure au total 89,54 cm de haut et est composée d'un bol faisant 19,05 cm de hauteur et 28,75 cm de diamètre au-dessus d'un premier anneau de 15,87 cm de haut, un autre de 8,25 ainsi qu'une base de 46,35 cm de haut et elle pèse 15,2 kg. La taille actuelle, avec ses cinq bandes, est considérée comme étant la plus esthétique et facilement maniable. Alors pour ajouter un nouvel anneau, il est décidé en 1992 d'enlever la bande la plus ancienne qui est aplatie et exposée au Temple de la renommée du hockey. On doit procéder à cet exercice tous les 13 ans : le nom des membres de l'équipe gagnante reste donc sur le trophée pendant un minimum de 52 ans.
Pour avoir son nom gravé sur la coupe Stanley, aujourd'hui, un joueur doit jouer un minimum de 41 parties avec l'équipe durant la saison régulière, soit au moins la moitié des matchs (en tenant pour acquis qu'il fait encore partie de l'équipe quand celle-ci gagne la Coupe), ou bien avoir pris part à au moins un match de la finale des séries. La LNH peut également accepter d'autres raisons après une étude au cas par cas. Après les séries de 2015, 2 476 noms sont gravés sur l'ensemble des anneaux de la coupe Stanley.
Fait rare, un ex-membre du personnel d'entraîneurs des Blackhawks de Chicago, Brad Aldrich, voit son nom rayé de la coupe Stanley en 2021 à la suite d'accusations d'agression sexuelle lors de la conquête de l'équipe, en 2010. Auparavant, Basil Pocklington avait également vu son nom rayé, après y avoir été gravé à la suite de la conquête des Oilers en 1984. Père du propriétaire de l'équipe à l'époque, il n'aurait en réalité joué aucun rôle dans l'organisation.

## Apparitions
Les tableaux ci-dessous donnent les statistiques des équipes ayant joué des matchs de la coupe Stanley au cours des différentes périodes.

### Période des défis (1893-1914)
| Équipe                                        | V  | D | Total | Victoires                                                        | Défaites                     |
| --------------------------------------------- | -- | - | ----- | ---------------------------------------------------------------- | ---------------------------- |
| Club de hockey d'Ottawa                       | 17 | 2 | 19    | 1903 (2), 1904 (4), 1905 (3), 1906 (2), 1909, 1910 (2), 1911 (3) | 1894, 1906                   |
| Wanderers de Montréal                         | 10 | 2 | 12    | 1906 (2), 1907, 1908 (5), 1910 (2)                               | 1904, 1907                   |
| Victorias de Winnipeg                         | 6  | 5 | 11    | 1896 (2), 1901 (2), 1902                                         | 1896, 1899, 1900, 1902, 1903 |
| Victorias de Montréal                         | 6  | 2 | 8     | 1895, 1896, 1897 (2), 1898, 1899                                 | 1896, 1903                   |
| Shamrocks de Montréal                         | 5  | 1 | 6     | 1899 (2), 1900 (3)                                               | 1901                         |
| Association des athlètes amateurs de Montréal | 5  | 0 | 5     | 1893, 1894, 1895, 1902, 1903                                     | -                            |
| Thistles de Rat Portage Thistles de Kenora    | 2  | 3 | 5     | 1907 (2)                                                         | 1903, 1905, 1907             |
| Bulldogs de Québec                            | 4  | 0 | 4     | 1912 (2), 1913 (2)                                               | -                            |
| Blueshirts de Toronto                         | 2  | 0 | 2     | 1914 (2)                                                         | -                            |

### Périodes des finales (depuis 1914)
| Équipe                                                           | V  | D  | Total | Victoires | Défaites                                                                           |
| ---------------------------------------------------------------- | -- | -- | ----- | --- | ---------------------------------------------------------------------------------- |
| Canadiens de Montréal                                            | 24 | 10 | 35    | 1916, 1924, 1930, 1931, 1944, 1946, 1953, 1956, 1957, 1958, 1959, 1960, 1965, 1966, 1968, 1969, 1971, 1973, 1976, 1977, 1978, 1979, 1986, 1993 | 1917, 1925, 1947, 1951, 1952, 1954, 1955, 1967, 1989, 2021                         |
| Maple Leafs de Toronto Arenas de Toronto St. Patricks de Toronto | 13 | 8  | 21    | 1918 (Arenas), 1922 (St. Patricks), 1932, 1942, 1945, 1947, 1948, 1949, 1951, 1962, 1963, 1964, 1967                                           | 1933, 1935, 1936, 1938, 1939, 1940, 1959, 1960                                     |
| Red Wings de Détroit                                             | 11 | 13 | 24    | 1936, 1937, 1943, 1950, 1952, 1954, 1955, 1997, 1998, 2002, 2008                                                                               | 1934, 1941, 1942, 1945, 1948, 1949, 1956, 1961, 1963, 1964, 1966, 1995, 2009       |
| Bruins de Boston                                                 | 6  | 14 | 20    | 1929, 1939, 1941, 1970, 1972, 2011 | 1927, 1930, 1943, 1946, 1953, 1957, 1958, 1974, 1977, 1978, 1988, 1990, 2013, 2019 |
| Blackhawks de Chicago                                            | 6  | 7  | 13    | 1934, 1938, 1961, 2010, 2013, 2015 | 1931, 1944, 1962, 1965, 1971, 1973, 1992                                           |
| Oilers d'Edmonton                                                | 5  | 4  | 9     | 1984, 1985, 1987, 1988, 1990 | 1983, 2006, 2024,2025                                                              |
| Penguins de Pittsburgh                                           | 5  | 1  | 6     | 1991, 1992, 2009, 2016, 2017 | 2008                                                                               |
| Rangers de New York                                              | 4  | 7  | 11    | 1928, 1933, 1940, 1994 | 1929, 1932, 1937, 1950, 1972, 1979, 2014                                           |
| Islanders de New York                                            | 4  | 1  | 5     | 1980, 1981, 1982, 1983 | 1984                                                                               |
| Lightning de Tampa Bay                                           | 3  | 2  | 5     | 2004, 2020, 2021 | 2015, 2022                                                                         |
| Devils du New Jersey                                             | 3  | 2  | 5     | 1995, 2000, 2003 | 2001, 2012                                                                         |
| Avalanche du Colorado                                            | 3  | 0  | 3     | 1996, 2001, 2022 | -                                                                                  |
| Flyers de Philadelphie                                           | 2  | 6  | 8     | 1974, 1975 | 1976, 1980, 1985, 1987, 1997, 2010                                                 |
| Kings de Los Angeles                                             | 2  | 1  | 3     | 2012, 2014 | 1993                                                                               |
| Stars de Dallas North Stars du Minnesota                         | 1  | 4  | 5     | 1999 | 1981 (North Stars), 1991 (North Stars), 2000, 2020                                 |
| Blues de Saint-Louis                                             | 1  | 3  | 4     | 2019 | 1968, 1969, 1970                                                                   |
| Panthers de la Floride                                           | 2  | 2  | 4     | 2024,2025 | 1996, 2023                                                                         |
| Flames de Calgary                                                | 1  | 2  | 3     | 1989 | 1986, 2004                                                                         |
| Golden Knights de Vegas                                          | 1  | 1  | 2     | 2023 | 2018                                                                               |
| Capitals de Washington                                           | 1  | 1  | 2     | 2018 | 1998                                                                               |
| Ducks d'Anaheim Mighty Ducks d'Anaheim                           | 1  | 1  | 2     | 2007 | 2003 (Mighty Ducks)                                                                |
| Hurricanes de la Caroline                                        | 1  | 1  | 2     | 2006 | 2002                                                                               |
| Canucks de Vancouver                                             | 0  | 3  | 3     | - | 1982, 1994, 2011                                                                   |
| Sabres de Buffalo                                                | 0  | 2  | 2     | - | 1975, 1999                                                                         |
| Predators de Nashville                                           | 0  | 1  | 1     | - | 2017                                                                               |
| Sharks de San José                                               | 0  | 1  | 1     | - | 2016                                                                               |
| Sénateurs d'Ottawa                                               | 0  | 1  | 1     | - | 2007                                                                               |

| Équipe                     | Ligue       | V | D | Total | Années victorieuses    | Années sans victoires |
| -------------------------- | ----------- | - | - | ----- | ---------------------- | --------------------- |
| Sénateurs d'Ottawa         | ANH / LNH   | 4 | 1 | 5     | 1920, 1921, 1923, 1927 | 1915                  |
| Maroons de Montréal        | LNH         | 2 | 1 | 3     | 1926, 1935             | 1928                  |
| Millionnaires de Vancouver | PCHA / WCHL | 1 | 3 | 4     | 1915                   | 1918, 1921, 1922      |
| Metropolitans de Seattle   | PCHA        | 1 | 1 | 3     | 1917                   | 1920                  |
| Cougars de Victoria        | PCHA / WCHL | 1 | 1 | 2     | 1925                   | 1926                  |